# Élection présidentielle française de 1848
L'élection présidentielle de 1848, organisée pour désigner le président de la Deuxième République française, s'est tenue les 10 et 11 décembre 1848 et s'est conclue par la victoire écrasante de Louis-Napoléon Bonaparte, élu au premier tour au suffrage universel masculin pour un mandat de quatre ans.
Il s'agit de la première élection présidentielle dans l'histoire de France. Cette élection du président de la République au scrutin direct de l'ensemble des électeurs resta une expérience démocratique unique jusqu'en 1965.

## Contexte
La révolution de février 1848 a renversé la monarchie constitutionnelle au profit d'un nouveau régime républicain. Celui-ci a d'abord été dirigé par un gouvernement provisoire, remplacé par une commission exécutive dès le mois de mai, après l'élection d'une Assemblée nationale constituante ayant pour mission de voter une nouvelle Constitution.
L'élaboration du nouveau texte constitutionnel fut l'objet de débats ayant notamment pour objets le rôle et le mode de désignation du chef de l'État. Loin d'être uniquement théoriques, ces débats ont eu pour toile de fond un climat politique troublé par le drame des journées de Juin.

### Définition du mode d'élection du président de la République
Dès le mois de mai, l'Assemblée constituante avait nommé une commission de dix-huit membres chargée de préparer un projet de constitution.
Cette commission puis l'Assemblée complète ont été agitées de vives discussions, aussi bien théoriques que politiciennes, quant au mode d'élection du chef de l'État.
Finalement, le principe de l'élection du président de la République au suffrage universel (masculin) fut validé par la majorité des représentants du peuple dès le 6 octobre et inclus dans la Constitution adoptée le 12 novembre. La date de l'élection fut fixée au 10 décembre lors de la séance du 26 octobre puis annoncée dans un décret rédigé le 28 octobre et publié le 1er novembre.
| Cormenin                                                                            | Tocqueville |
| Marrast                                                                             | Beaumont    |
| De gauche à droite, et de haut en bas : Cormenin, Tocqueville, Marrast et Beaumont. |             |

#### Un président à l'américaine: les travaux de la commission de Constitution (mai-août)
Composée d'une forte minorité orléaniste étrangère à la nostalgie exprimée par une partie de l'extrême gauche à l'égard du caractère collégial et impersonnel du pouvoir exécutif sous la Première République, la commission était unanime pour confier ce pouvoir à un seul homme. Celui-ci disposerait de pouvoirs étendus (initiative des lois, nomination des ministres et des hauts-fonctionnaires, direction de la diplomatie et commandement de la force armée) mais ses décisions seraient conditionnées au contre-seing des ministres.
Cormenin proposa que le président soit directement élu par le peuple, à la majorité relative mais avec un minimum de deux millions de voix. Cette proposition fut adoptée malgré l'opposition d'Armand Marrast, qui préférait confier cette élection à l'Assemblée.
Elle fut ensuite amendée à la demande d'Alexis de Tocqueville. Selon lui, un président élu à la majorité relative avec les voix d'une minorité des électeurs n'aurait pas eu de légitimité. S'inspirant du modèle des États-Unis, qu'il avait longuement étudié et exposé dans De la démocratie en Amérique, il proposa donc que le président soit désigné par des grands électeurs, que ces « délégués » soient élus par le peuple, et que l'élection du président se fasse à la majorité absolue, l'Assemblée étant chargée de trancher dans le cas où aucun candidat n'emporterait la majorité qualifiée au premier tour. Le principe de la majorité absolue fut adopté, mais le recours aux grands électeurs fut rejeté. Le principe d'un mandat de quatre ans était un autre emprunt au modèle américain admiré par Tocqueville.
Gustave de Beaumont proposa ensuite le principe de l'inéligibilité du président sortant. Ce principe fut adopté avec l'appui de Tocqueville, qui était l'ami de Beaumont et qui estimait qu'un président rééligible risquerait d'employer les moyens de l'État en vue de sa réélection puis d'implanter un pouvoir personnel. Afin de réduire l'influence du président sur le législatif en appliquant strictement le principe de séparation des pouvoirs hérité de Montesquieu, il fut également décidé, contre l'avis de Martin de Strasbourg, que le chef de l'État n'aurait pas le droit de dissoudre l'Assemblée.
Or, en privant le président, élu par le peuple, de sa ré-éligibilité et de son pouvoir de dissolution, Tocqueville et ses collègues ont, de fait, accru la dangerosité des institutions. En effet, sans le procédé légal d'arbitrage fourni par le droit de dissolution, une rivalité entre le président et l'Assemblée, jouissant tous deux de la même légitimité populaire, ne pouvait pas être réglée : on risquait de revenir, comme sous le Directoire, à la pratique du coup d'État. Ce fut le cas en 1851, le président n'ayant pu obtenir de l'Assemblée un amendement constitutionnel qui aurait autorisé sa ré-éligibilité.[source insuffisante]

#### Le rejet de l'amendement Grévy (6 octobre)

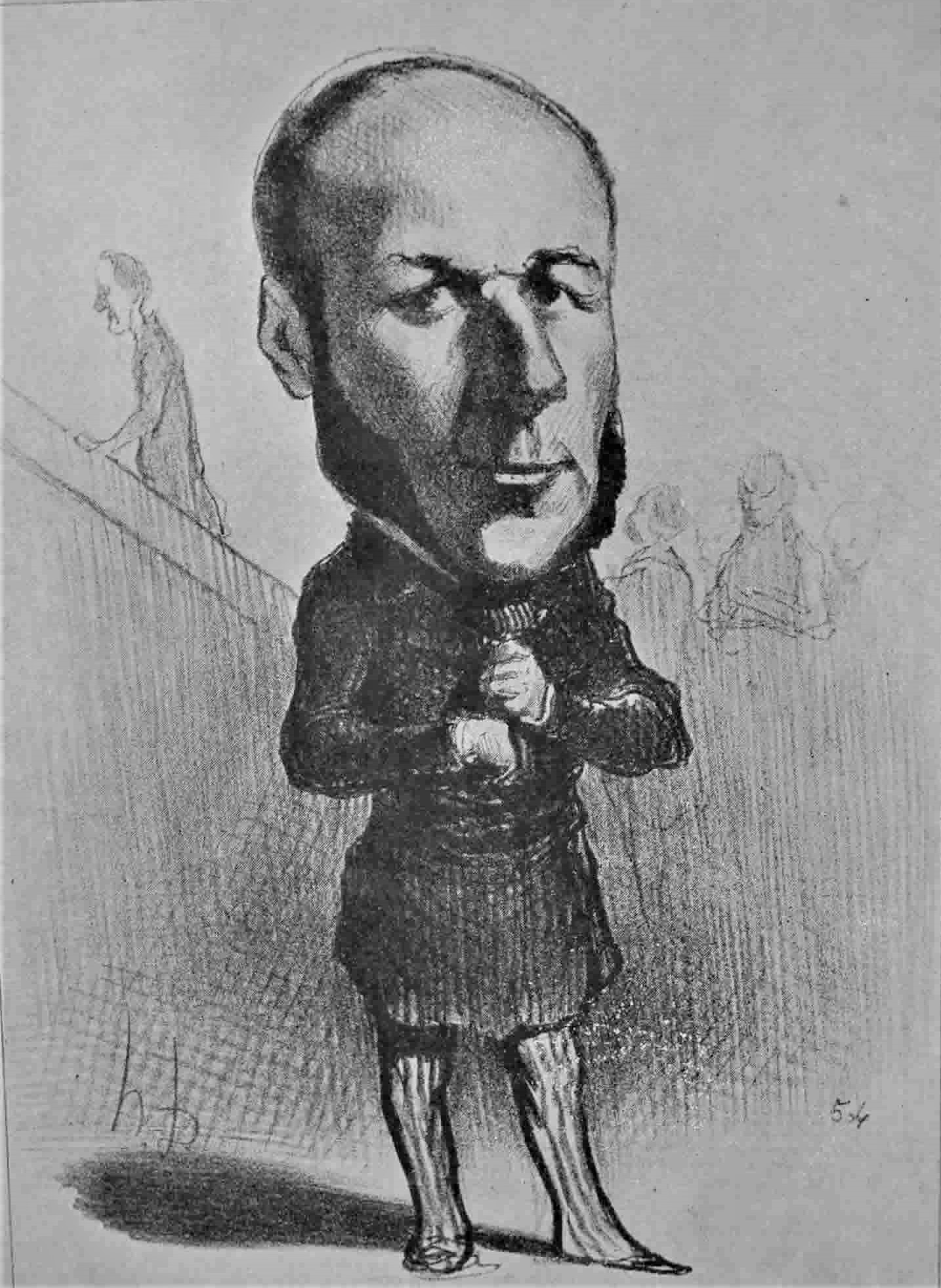
Jules Grévy (ici caricaturé par Daumier) proposa en vain de faire élire un président de l’exécutif révocable par l'Assemblée nationale. Cette soumission de l'exécutif au législatif devint une réalité entre 1875 et sa propre élection en 1879 comme président de la République par le parlement.

Ainsi définie par Cormenin, Tocqueville, Beaumont et leurs collègues, cette conception de l'élection et du pouvoir du président fut discutée, à partir du mois de septembre, par l'Assemblée constituante. Elle y fut surtout combattue, lors de la séance du 6 octobre, par le jeune républicain Jules Grévy. Comme de nombreux Constituants (tels que Marrast, Martin de Strasbourg, Leblond, Pyat et Audry de Puyraveau), Grévy était conscient de la rivalité et des conflits d'autorité qui ne manqueraient pas d'éclater entre un président et une Assemblée tous deux issus du suffrage universel. Il formula donc une proposition d'amendement : « L'Assemblée nationale délègue le pouvoir exécutif à un citoyen qui prend le titre de président du Conseil des ministres, élu pour un temps limité et qui est toujours révocable. »
Les libéraux, majoritaires, étaient divisés sur la question. Parieu leur exposa le dangereux déséquilibre qu'exercerait sur les institutions un président venant « avec le mandat de tout un peuple, le mandat qu'a eu Napoléon ». Agitant ainsi le spectre du régime plébiscitaire bonapartiste, qui avait mis fin à la Première République après un coup d'État, Parieu visait implicitement les ambitions prêtées à Louis-Napoléon Bonaparte, ce prétendant bonapartiste qui venait d'être élu à l'Assemblée.
Dans son discours, Grévy avait exprimé la même crainte : « Êtes-vous bien sûrs que parmi les personnages qui se succèderont tous les quatre ans au trône de la présidence, il ne se trouvera jamais un audacieux tenté de s'y perpétuer ? Et si cet ambitieux est un homme qui a su se rendre populaire ; […] si c'est le rejeton d'une de ces familles qui ont régné sur la France […], répondez-vous que cet ambitieux ne parviendra pas à renverser la République ? »
Lamartine était également conscient de ce risque, mais sa confiance à l'égard de la nation ainsi que sa propre ambition l'incitèrent à soutenir le projet de la commission constituante en s'écriant : « Alea jacta est ! Que Dieu et le peuple se prononcent, il faut laisser quelque chose à la Providence. »
Suivant l'avis de Lamartine, la majorité des députés rejeta l'amendement Grévy (par 648 voix contre 158) et adopta — moyennant quelques amendements de détail — le projet rédigé par la commission.

### Contexte politique de la fin de l'année 1848

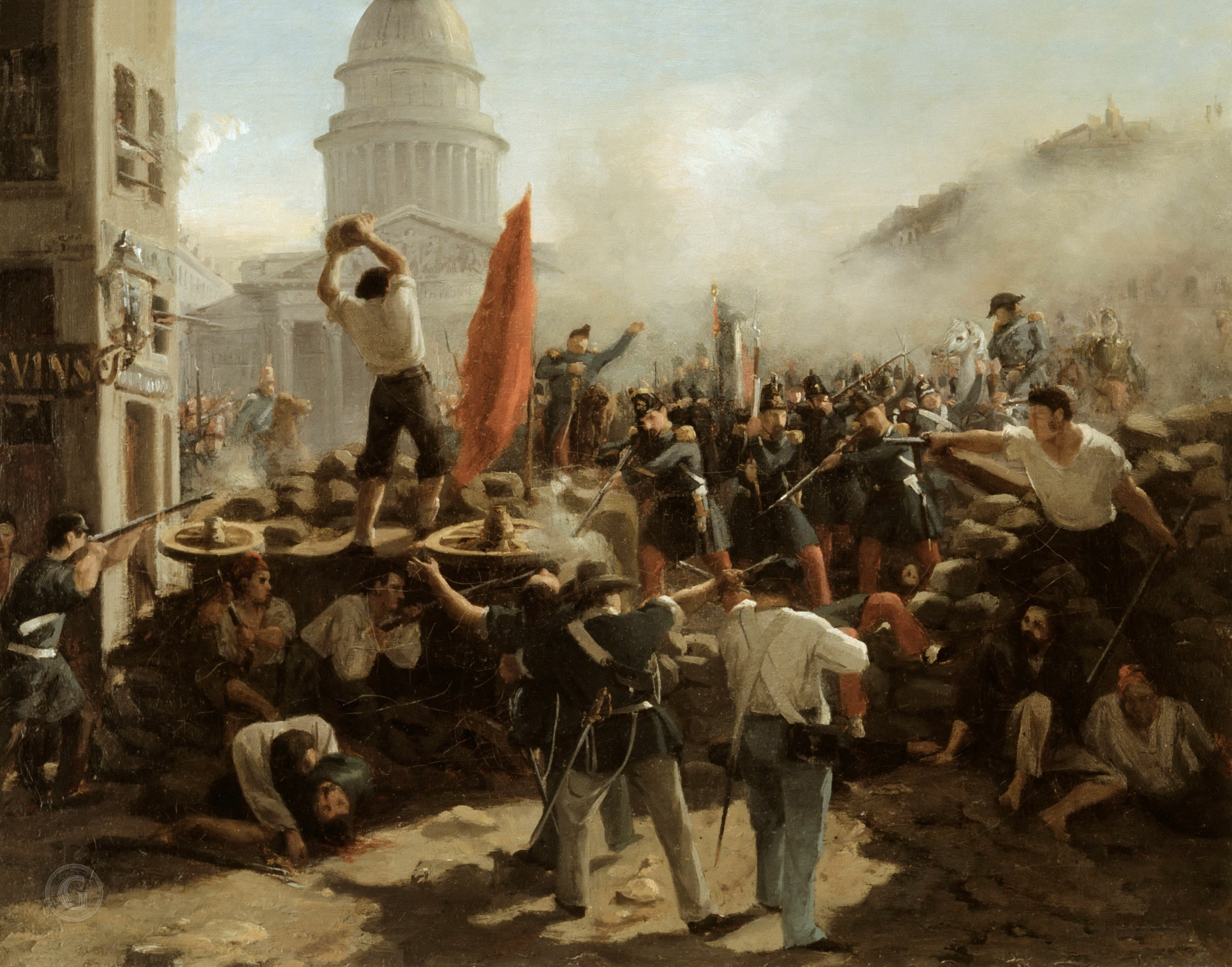
Les Journées de Juin (ici vues par Horace Vernet) ont mis fin à l'illusion lyrique de 1848 et ont scindé le camp républicain.

Si l'élection du président par le peuple avait été voulue par une majorité de députés, l'orientation politique que devrait prendre la République en cette fin d'année 1848 était loin de faire l'unanimité.
Considérée comme une véritable guerre civile, l'insurrection ouvrière des journées de Juin avait sonné le glas de « l'illusion lyrique » de février-mars-avril 1848. Le choc du soulèvement, qui diffusa la peur des « partageux » et du communisme au sein des classes possédantes et des ruraux, avait en effet brisé la concorde feinte et les bons sentiments des premiers mois du régime, faisant apparaître des fractures entre les différents groupes politiques. Désormais, chacun de ces « partis » veut tirer parti de la joute électorale et porter son champion à la tête de l'État.

#### Une gauche républicaine divisée

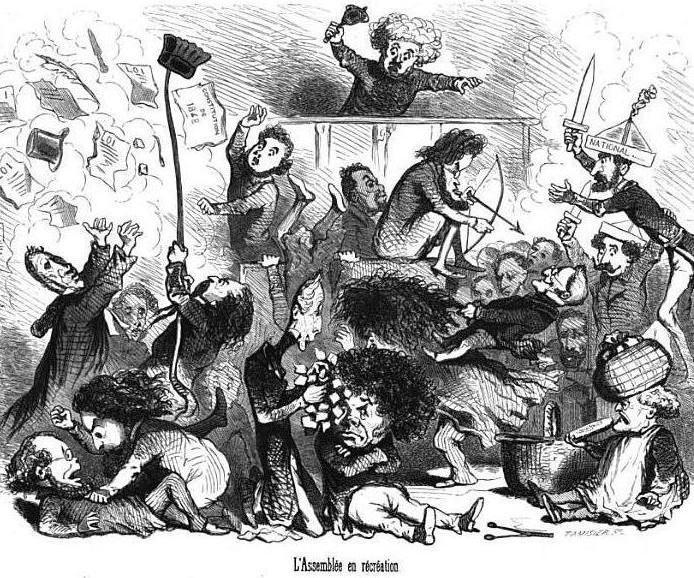
L'Assemblée constituante caricaturée par Cham.

Les républicains « bleus », modérés et libéraux, proches du National, qui avaient réussi à canaliser le mouvement insurrectionnel en février puis à obtenir la majorité des sièges (environ 500 sur 900) à l'Assemblée en avril, ont été ébranlés par les journées de Juin.
Celles-ci ont mis en lumière le général Cavaignac, un « républicain de la veille » qui a su rétablir l'ordre, mais au prix d'une répression sanglante suivie d'une restriction de la liberté d'expression. Sauveur de la république bourgeoise, Cavaignac a donc été nommé à la tête d'un nouveau gouvernement, dont Lamartine a, en revanche, été écarté. Discrédité aux yeux des bourgeois, la figure emblématique de « l'illusion lyrique » — désormais perçue comme une période de désordre — paie ainsi son imprévoyance face à la montée du mouvement social.
Moins sévères que les républicains modérés à l'égard des émeutiers de juin, les républicains « rouges » regroupent l'ensemble des hommes de gauche montrés du doigt après l'insurrection, depuis les représentants de la Montagne menés par l'ancien ministre démocrate Ledru-Rollin jusqu'aux socialistes proches de Louis Blanc.
Troisième force politique (avec environ 75 sièges à l'Assemblée), ces démocrates-socialistes (« démoc-soc ») veulent le renforcement de la démocratie politique et sociale ainsi que la solidarité de la République avec les autres régimes et mouvements nationaux issus du Printemps des peuples. L'union entre la Montagne et les socialistes est cependant loin d'être totale, car le respect des Montagnards pour la propriété privée diffère des idées de l'influent Proudhon, dont une querelle avec un partisan de Ledru-Rollin, Félix Pyat, dégénère en affrontement physique le 25 novembre. De plus, les socialistes veulent se compter à l'occasion de l'élection présidentielle.
À la marge de ces républicains « avancés » et de ces socialistes, dont ils se distinguent surtout par les méthodes et la virulence de leur discours, on retrouve des conspirateurs révolutionnaires d'extrême gauche comme Louis-Auguste Blanqui, Armand Barbès ou François-Vincent Raspail. Or, ces derniers ont été emprisonnés après la répression de la journée du 15 mai, une manifestation pro-polonaise qui a opportunément dégénéré en tentative de putsch contre l'Assemblée.

#### Une droite monarchiste rassemblée

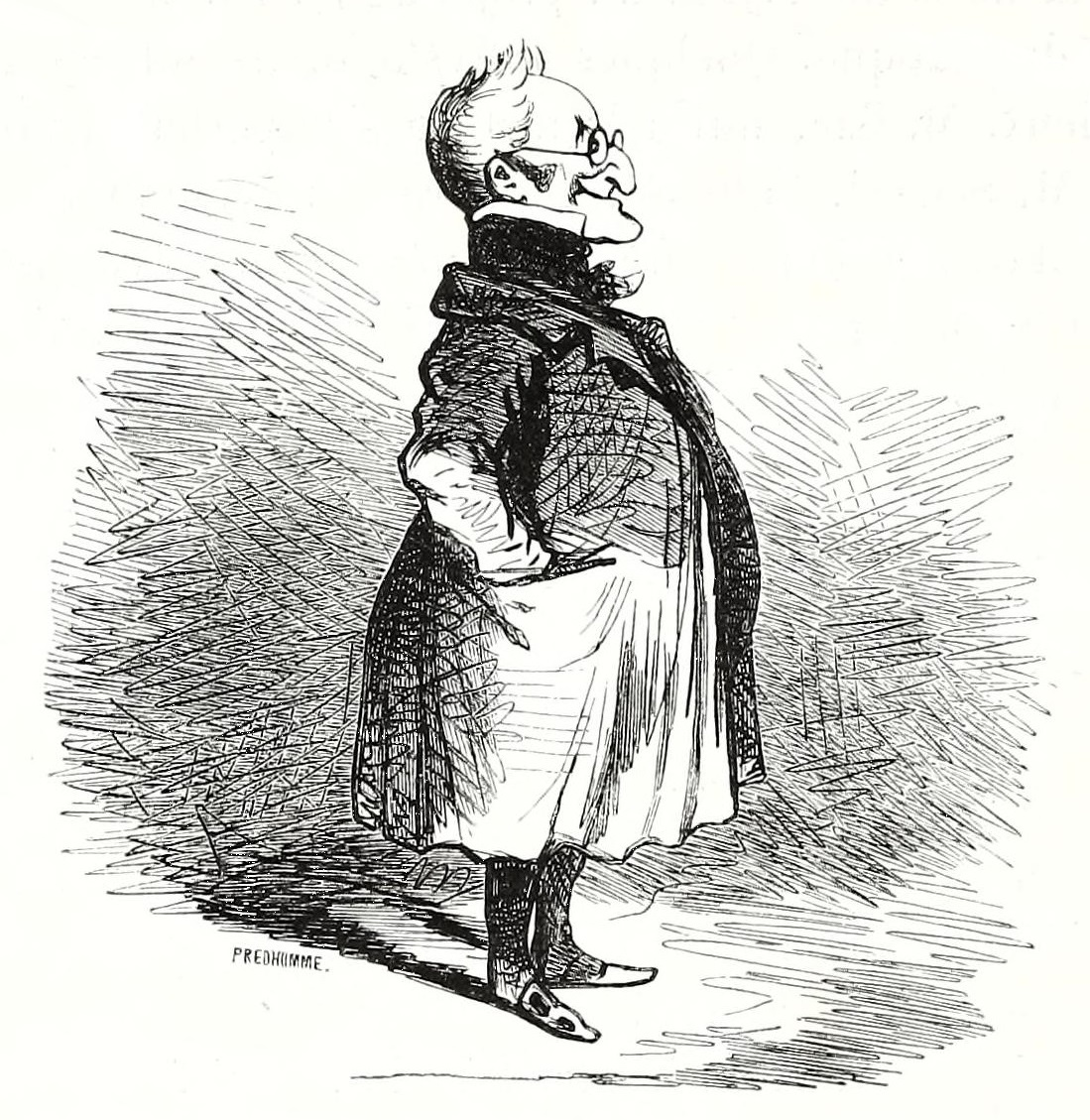
Adolphe Thiers, caricaturé par Cham.

À droite, les monarchistes réapparaissent parmi les « républicains du lendemain » et représentent la deuxième force politique à l'Assemblée (environ 300 sièges sur 900). Le « Comité de la rue de Poitiers », présidé par Baraguey d'Hilliers, regroupe des orléanistes comme Thiers, passé du centre-gauche au centre-droit, et Molé ainsi que des légitimistes et des catholiques tels que Berryer et Montalembert. Structurant le parti de l'Ordre, ce rassemblement a pour objectifs, à court terme, la mise en place d'une politique conservatrice (voire réactionnaire) et, à plus long terme, la restauration de la monarchie.
En attendant de pouvoir disposer d'une majorité à l'Assemblée, les partisans de l'Ordre auraient déjà besoin d'un puissant relais à la tête de l'État. Thiers a songé à se porter candidat de ce mouvement avant de se raviser : « Si j'échouais, ce serait un grave échec pour les idées d'ordre ; si je réussissais, je serais obligé d'épouser la République et, en vérité, je suis trop honnête garçon pour épouser une si mauvaise fille ! » L'ancien ministre de Louis-Philippe choisit donc de passer son tour, sans pour autant renoncer à l'idée de se présenter à l'élection présidentielle suivante, prévue pour mai 1852. Lui et les autres membres du comité décident donc de ne pas se mettre en avant pour l'instant et de soutenir un autre candidat. Se méfiant de Cavaignac, homme d'ordre mais républicain intraitable, ils préfèrent se retrancher derrière le populaire candidat bonapartiste, Louis-Napoléon Bonaparte, qu'ils considèrent inconsistant et aisément manipulable.
En marge des conciliabules du comité de la rue de Poitiers, d'autres noms de candidats, tels que celui du général Changarnier ou celui du marquis de La Rochejaquelein (un légitimiste progressiste soutenu par La Gazette de France), ont été évoqués pour incarner la droite monarchiste. Le maréchal Bugeaud avait également été brièvement envisagé.
Fils de Louis-Philippe et oncle du comte de Paris, le prince de Joinville avait momentanément songé à se présenter sous la bannière des orléanistes. Or, il était inéligible en tant que membre de la famille royale bannie par le décret du 26 mai 1848. Ce décret de bannissement visait également la branche aînée de la famille, représentée par le duc de Bordeaux. Ce dernier, prétendant des légitimistes, était quant à lui attaché au principe du droit divin et, à ce titre, refusait d'arriver au pouvoir en sollicitant le peuple.

## Candidats

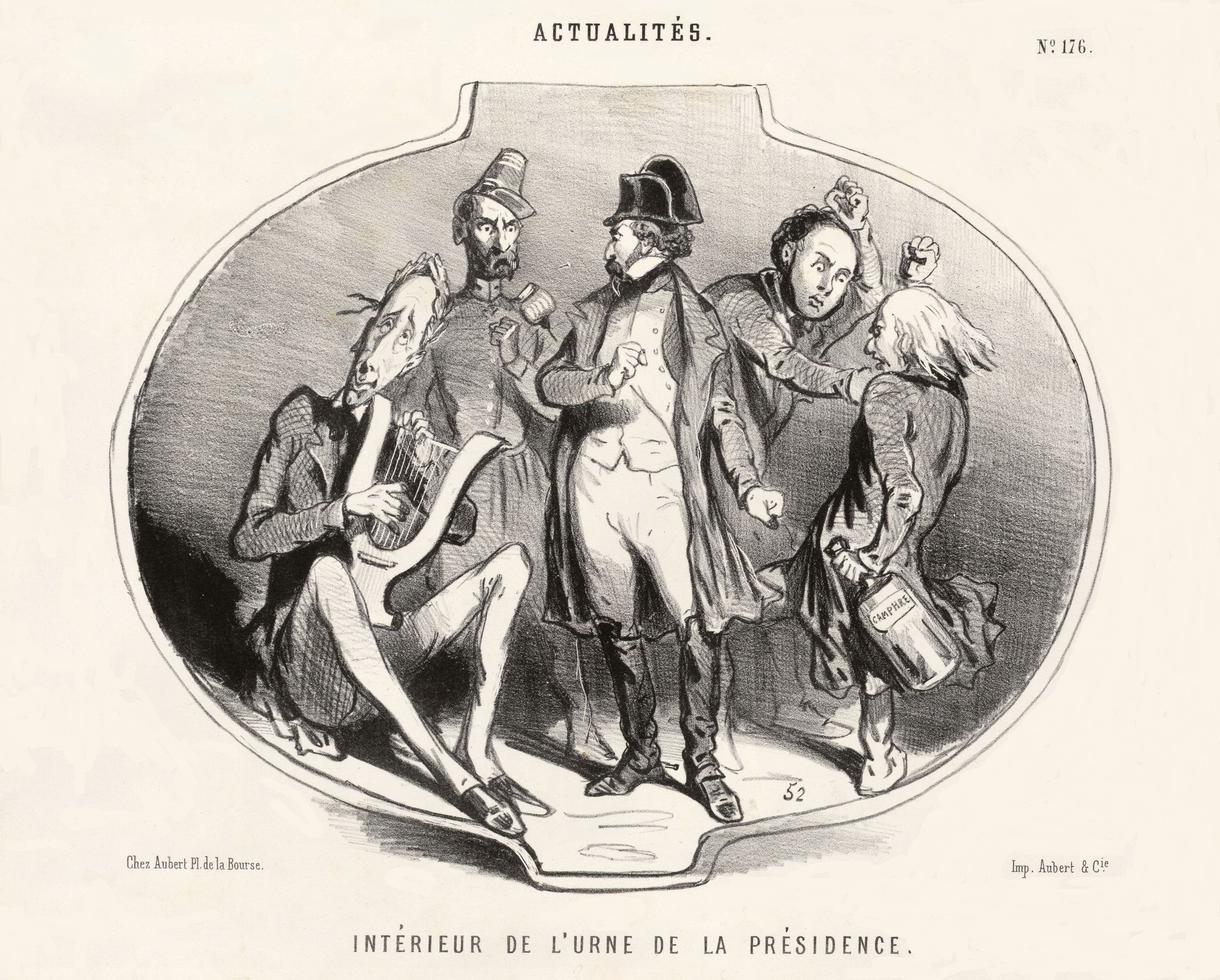
Intérieur de l'urne de la Présidence, où sont figurés Ledru-Rollin et Raspail, en train de se battre à coups de poing, Cavaignac et Louis-Napoléon qui se regardent en chiens de faïence et Lamartine assis, jouant de la lyre.
Lithographie, Paris, BnF, 1848.

Le décret du 28 octobre 1848, publié le premier novembre, convoque les électeurs pour le 10 décembre. À cette date, le vote, secret, se fera au sein d'assemblées électorales réunies au chef-lieu de leur canton. Si nécessaire, le préfet peut subdiviser chaque canton en plusieurs circonscriptions électorales (quatre au maximum). Pour être recevable, chaque vote doit être inscrit sur un papier blanc. Les bulletins contenant « une désignation anticonstitutionnelle » ne seront pas comptés mais considérés comme nuls.
Pour être éligibles, les candidats doivent être nés français, hommes d'au moins trente ans, et n'avoir jamais perdu la nationalité française (article 44 de la Constitution du 4 novembre 1848).
Pour être élu dès le premier tour, un candidat doit avoir obtenu la majorité absolue des suffrages exprimés et au moins deux millions de voix. Selon l'article 47 de la Constitution, « si aucun candidat n'a obtenu plus de la moitié des suffrages exprimés, et au moins deux millions de voix, ou si les conditions exigées par l'article 44 ne sont pas remplies, l'Assemblée nationale élit le président de la République, à la majorité absolue et au scrutin secret, parmi les cinq candidats éligibles qui ont obtenu le plus de voix ». Cette disposition aurait pu permettre l’ élection de Cavaignac à la présidence au deuxième tour parlementaire mais Louis-Napoléon Bonaparte a obtenu au premier tour au suffrage universel masculin direct largement plus de la moitié des suffrages exprimés.
Il reste donc à peine plus d'un mois aux candidats pour se faire connaître des électeurs. Mais en réalité, la campagne officieuse a commencé depuis le 6 octobre, quand la décision d'élire le président de la République au suffrage universel a été prise. Les noms des principaux candidats apparaissent alors progressivement.

### Le général Cavaignac, candidat du gouvernement et des républicains«bleus»

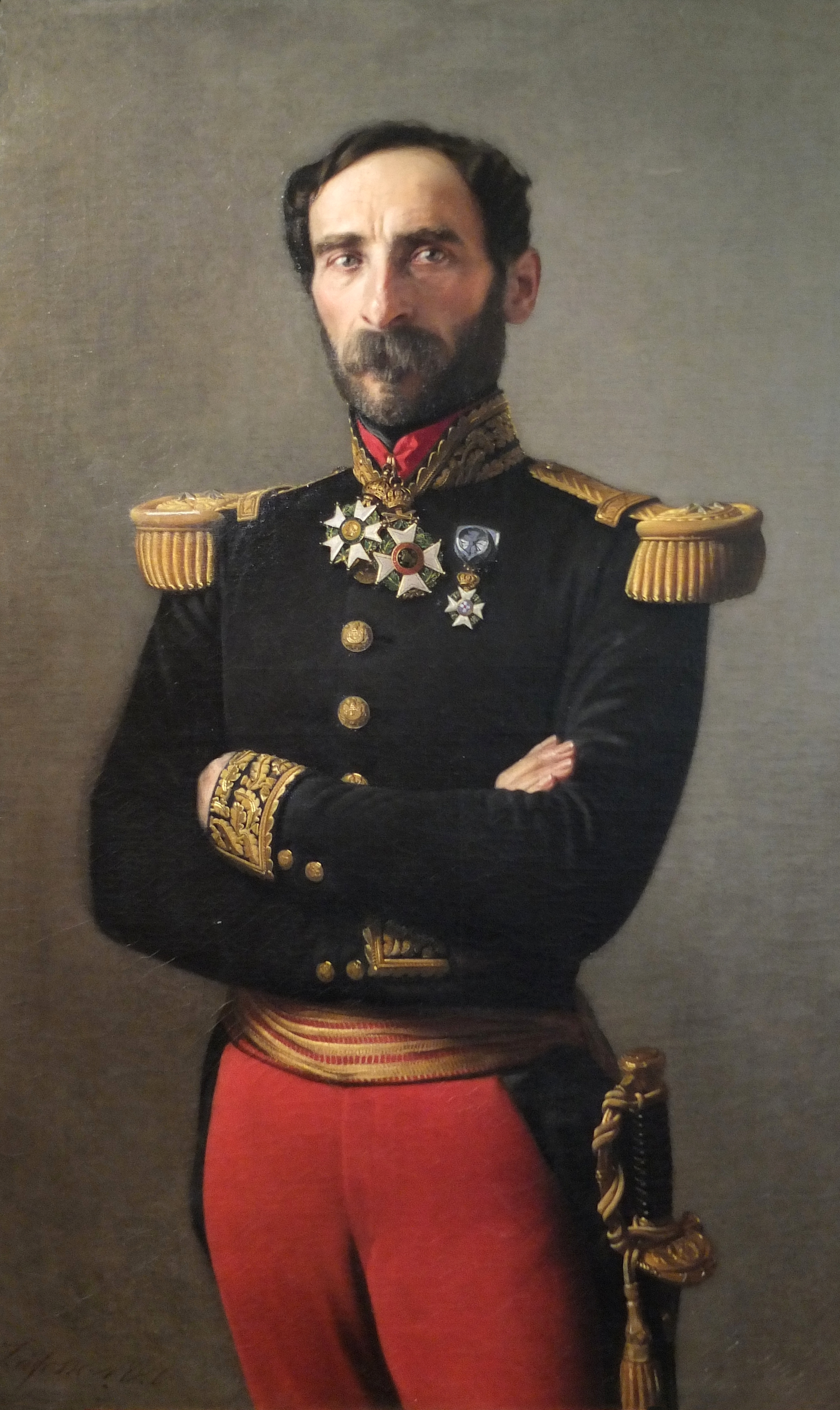
Le général Cavaignac, par Jean-Adolphe Lafosse.

Officier aux convictions républicaines, fils d'un conventionnel régicide et frère d'un célèbre opposant à la monarchie de Juillet, Louis-Eugène Cavaignac (46 ans) s'est illustré à partir de 1832 en Algérie, dont il fut nommé gouverneur général en mars 1848. Rappelé à Paris, il fut élu à la Constituante puis nommé ministre de la Guerre au sein de la commission exécutive. Après avoir très sévèrement réprimé l'insurrection de juin, il est considéré par de nombreux bourgeois comme le sauveur de la République. Il est à la tête du gouvernement depuis le 28 juin.

#### Une candidature soutenue par les institutions
Il est soutenu pendant sa campagne par Le National, par l'Association démocratique des amis de la Constitution, et par de grands journaux libéraux tels que Le Siècle et le Journal des débats. Homme d'ordre, il apparaît comme le champion des républicains modérés, souvent issus de la haute bourgeoisie, attachés à la conservation de l'ordre social. Même des proches du comité de la rue de Poitiers, tels que le comte de Falloux, un légitimiste, et le comte de Rémusat, un ami de Thiers, optent pour la candidature du général.
Cavaignac bénéficie du soutien de la majorité des représentants du peuple, qui ont voté une motion déclarant qu'il « a bien mérité de la patrie », et de celui des membres de son gouvernement, notamment du ministre de l'Intérieur Dufaure, qui a transmis aux préfets une circulaire expliquant que la nation doit « se confier à un passé sans reproche, à un patriotisme incontesté, à une résolution mâle, énergique, déjà éprouvée au service de la République, plutôt qu'à de vaines et trompeuses promesses ». Cavaignac peut donc compter sur la partialité de l'administration et de la fonction publique d'État.

#### Un candidat impopulaire
En revanche, il est haï des ouvriers, qui le surnomment « le bourreau », en référence à sa répression des journées de Juin. En tant que chef du gouvernement, il endosse la responsabilité de tous les sujets de mécontentement attribués au régime, comme la crise économique ou l'impôt des 45 centimes.
Mal connu en province malgré les biographies diffusées par ses zélés partisans, Cavaignac est loin de faire l'unanimité au sein des libéraux. Ainsi, malgré l'ouverture de son gouvernement à des républicains du lendemain (comme Dufaure) et malgré un projet de rapprochement préparé par le général de Lamoricière, ministre de la Guerre, il n'est pas parvenu à obtenir le ralliement du centre-droit orléaniste, issu de l'ancienne opposition dynastique d'Odilon Barrot, qui aurait pu lui permettre d'affaiblir la droite et de constituer un grand rassemblement centriste autour de sa candidature. Quant à l'électorat catholique, il aurait pu voter pour Cavaignac par reconnaissance envers le général, qui comptait accueillir en France le pape Pie IX, chassé de ses États par une révolution républicaine. Or, le souverain pontife avait préféré se retirer à Gaète.

#### Une campagne affaiblie par la rumeur et la calomnie
Pendant la campagne, Cavaignac est la cible de violentes attaques, qui ont souvent l'Assemblée pour cadre. Ainsi, lors de la séance du 25 novembre, deux députés républicains, Barthélémy Saint-Hilaire et Garnier-Pagès vont jusqu'à prétendre que le général a laissé l'insurrection de juin se développer afin de pouvoir tirer un profit politique de son écrasement. Quelques jours plus tôt, l'Assemblée a été parcourue des bruits de coup d'État et d'arrestation de représentants opposés au général.
Quelques jours avant l'élection, le général est victime d'une nouvelle calomnie qui l'accuse d'avoir accepté l'insertion de noms de criminels dans des listes de blessés de la révolution de février bénéficiaires de pensions. Or, ces listes avaient été rédigées avant son entrée au gouvernement. Les adversaires politiques de Cavaignac profitent cependant de cette accusation calomnieuse, relayée par La Presse, dont le directeur, Émile de Girardin, se vengeait ainsi de son incarcération lors de la répression de juin. Afin de contrecarrer l'influence de cette rumeur sur le scrutin, le ministre de l'Intérieur fait retarder la livraison du courrier vers la province. Ce procédé discutable est dénoncé par les députés bonapartistes (dont Boulay de la Meurthe) et ne fait qu'aliéner des sympathies au général.

### Lamartine, candidat de«l'illusion lyrique»

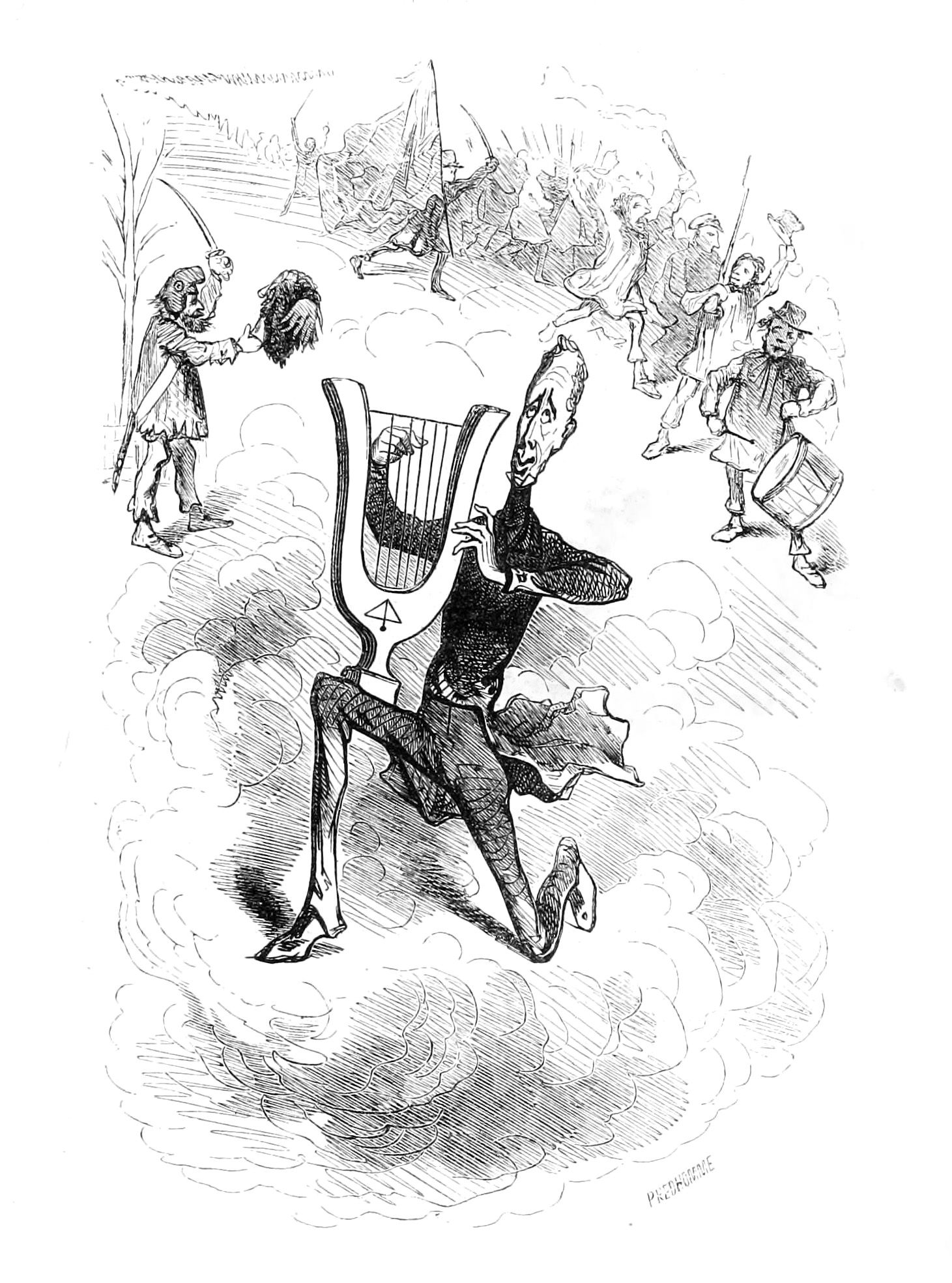
Lamartine jouant de la lyre au milieu des foules révolutionnaires. Caricature de Cham publiée dans l'ouvrage d'Auguste Lireux, Assemblée nationale comique, 1850.

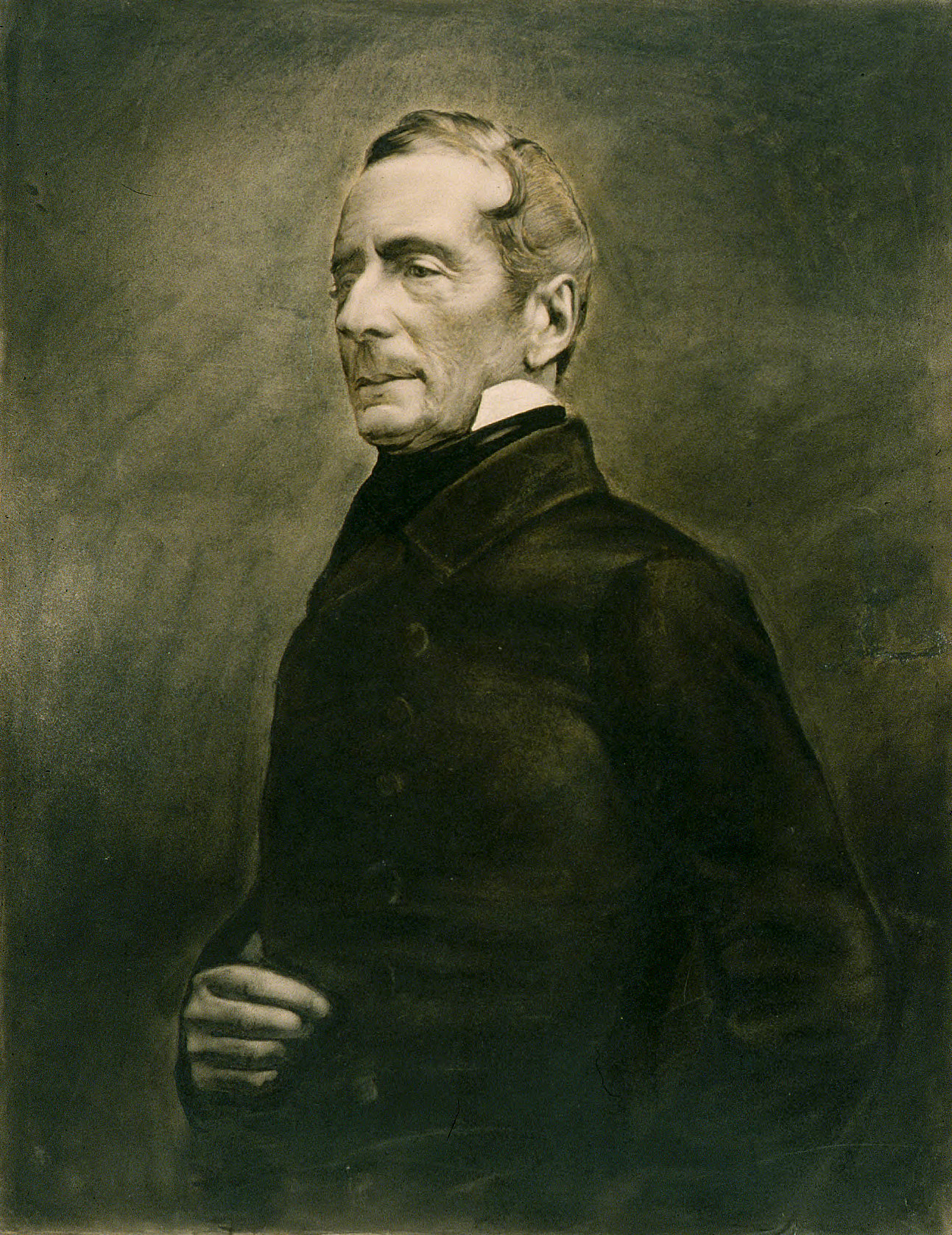
Alphonse de Lamartine.

Célèbre poète romantique, Alphonse de Lamartine (58 ans) est présent sur la scène politique depuis une quinzaine d'années. Député depuis 1833, il s'est opposé à la monarchie de Juillet et a publié en 1847 une Histoire des Girondins réhabilitant la révolution républicaine de 1792. Il a joué un rôle déterminant lors de la révolution de février 1848, en repoussant d'abord l'option de la régence de la duchesse d'Orléans au profit de la république, puis en rejetant le drapeau rouge de l'extrême gauche socialiste au profit du drapeau tricolore de 1789. Membre du gouvernement provisoire et ministre des Affaires étrangères, il fut l'âme de « l'illusion lyrique » des premiers mois du régime. C'est à ce titre qu'il a perdu une grande partie de son prestige et de sa crédibilité après les journées de juin 1848, qu'il n'a pas su empêcher.
Conscient de la faiblesse de ses appuis auprès des parlementaires modérés, qui se tournent désormais vers Cavaignac, il s'est prononcé, le 6 octobre, en faveur de l'élection du président par le peuple plutôt que par l'Assemblée. Or, il ne dispose pas de relais efficace auprès de l'opinion. Déjà discrédité aux yeux des ouvriers parisiens, déçus par sa conception libérale et bourgeoise de la république, et à ceux des bourgeois, outrés par son manque de fermeté à l'égard de l'extrême gauche, il reste peu connu des masses laborieuses provinciales. À l'évocation de son nom, des paysans s'interrogent : « Qu'est-ce que cette Martine ? »
Sans se faire trop d'illusions sur ses chances même s'il s'imagine toujours prêt à rebondir, il estime qu'il aura « quelques voix philosophiques » et qu'il fera de bons score à Paris et dans son département de Saône-et-Loire. Évoquant sa candidature comme un sacrifice personnel consenti à contre-cœur par sens du devoir, hésitant face à la stratégie à adopter, il ne parvient pas à susciter l'enthousiasme autour de son nom. Il refuse pourtant de se retirer et, le 30 novembre, il envoie enfin aux journaux une lettre par laquelle il officialise sa candidature : « Je ne brigue pas les suffrages, je ne les désire pas. Mais la République peut avoir encore des difficultés et des dangers à traverser ; il y a aussi loin de la hardiesse de solliciter à la faiblesse de refuser, qu'il y a loin de l'ambition au dévouement. Ce dévouement me commande de ne pas retirer mon nom au libre choix du pays. J'accepte donc les suffrages qui se porteraient sur moi ».
Dans la presse, il n'est soutenu que par Le Courrier français, Le Bien public (dont le rédacteur en chef, La Guéronnière, n'est autre que son ancien directeur de cabinet) et le journaliste Eugène Pelletan.

### Ledru-Rollin, candidat des démocrates-socialistes

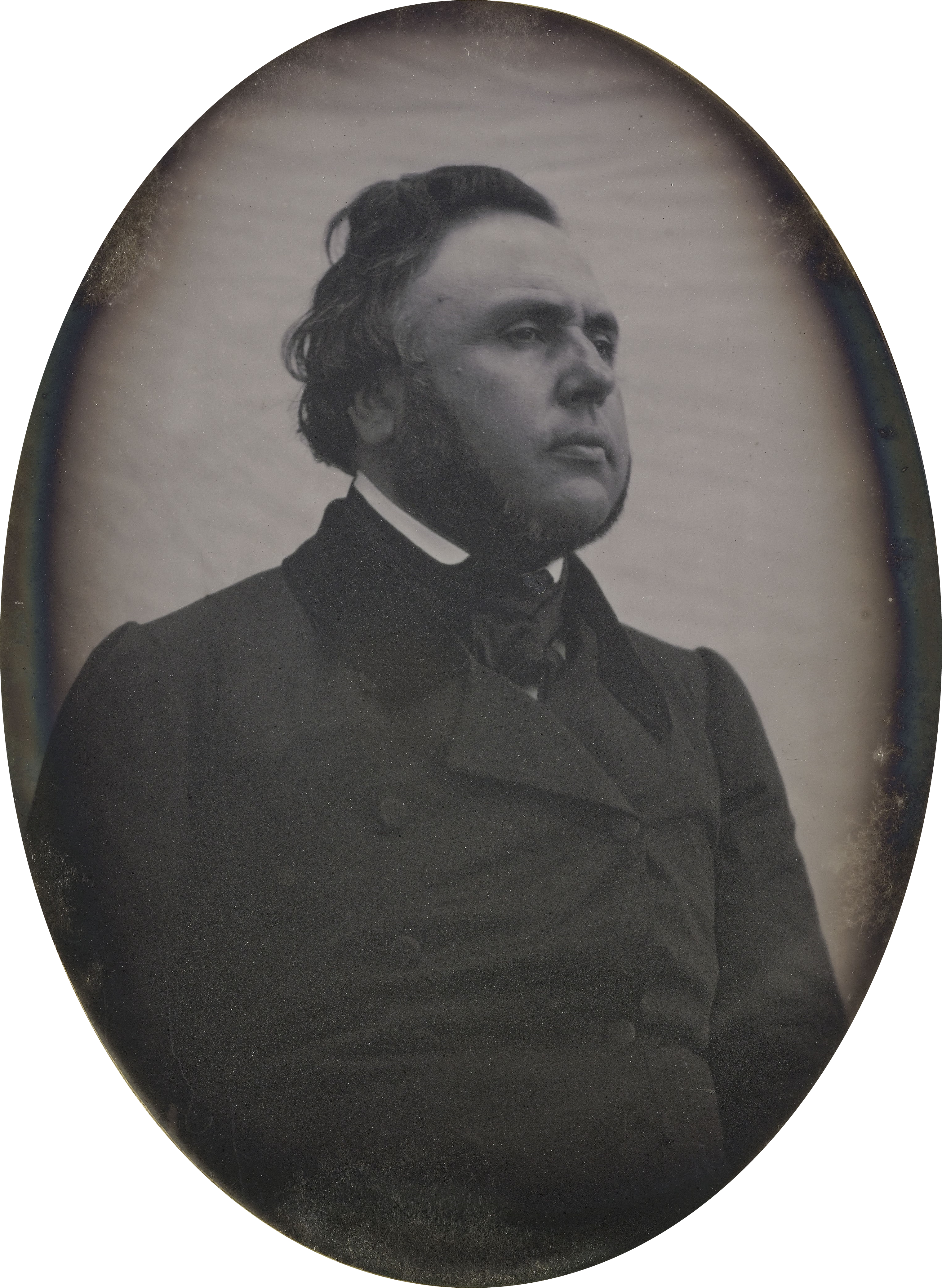
Alexandre Ledru-Rollin vers 1848.

Riche avocat parisien, Alexandre Ledru-Rollin (41 ans) a combattu la monarchie de Juillet au prétoire et à la Chambre. Dans le premier, il a assuré la défense d'opposants au régime tels que l'activiste républicain Caussidière ou le journal satirique Le Charivari. Dans la seconde, il était devenu le chef de file des « radicaux » (nom donné aux républicains après 1835) après avoir été élu député de la Sarthe en 1841. En 1847, ce tribun populaire a pris part à la campagne des banquets.
Ministre de l'Intérieur du gouvernement provisoire de février 1848, ce démocrate convaincu fut à l'origine de l'instauration du suffrage universel masculin.

#### Un républicain avancé détesté par la droite

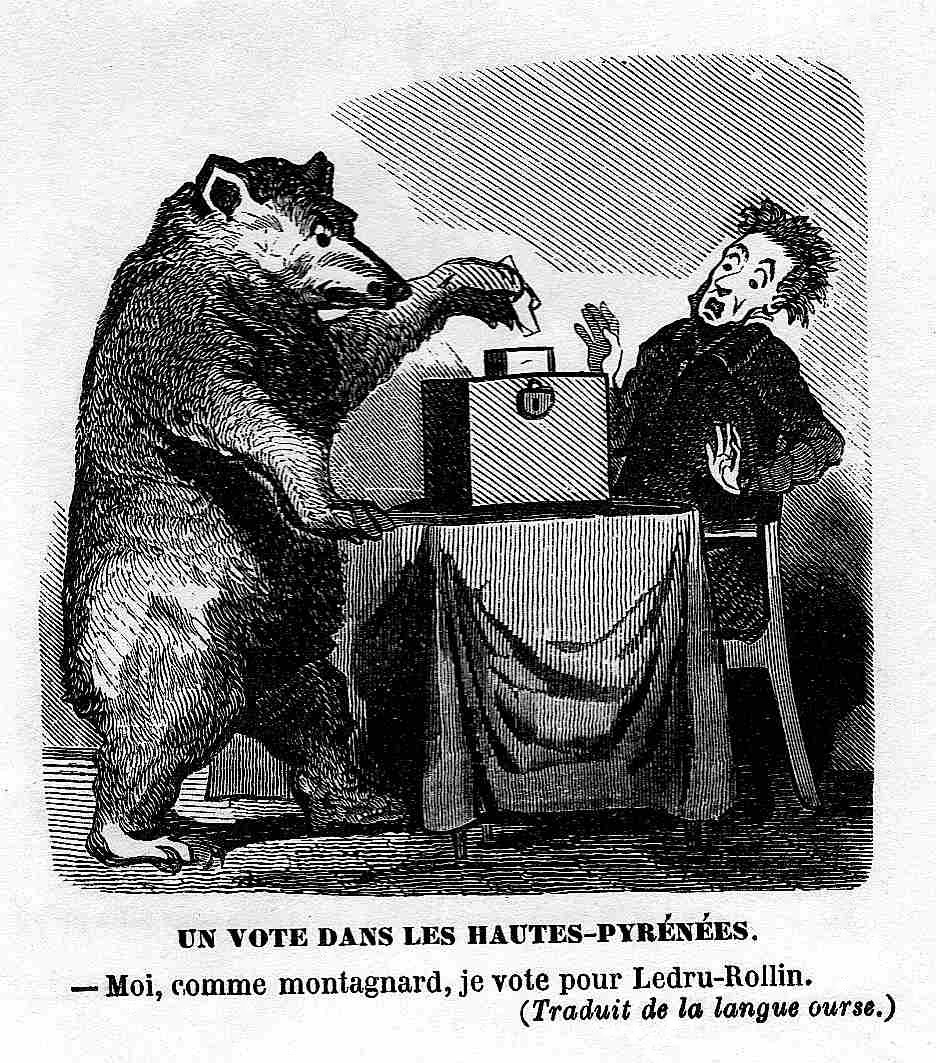
Un vote dans les Hautes-Pyrénées : « Moi, comme montagnard, je vote pour Ledru-Rollin. »
Caricature de Cham, 1849.

Ses détracteurs lui reprochent son utilisation à des fins politiques des moyens de l'État, notamment par l'envoi dans les départements de commissaires de la République chargés de préparer les élections d'avril en faveur des républicains de la veille, et, de manière plus générale, de s'inspirer de la Première République. Exclu du pouvoir après les journées de juin en raison de sa complaisance à l'égard des clubs révolutionnaires, attaqué au mois d'août sur sa gestion des fonds secrets du ministère de l'Intérieur, le chef de la Montagne, dont les représentants se réunissent rue Taitbout, s'est rapproché de certains socialistes et fait désormais figure d'opposant au régime.

#### La Solidarité républicaine en campagne
Candidat des républicains avancés partisans des réformes sociales (ceux que l'on appelle les « rouges »), défenseur du droit au travail et du droit à l'assistance, il s'appuie sur la Solidarité républicaine. Fondé le 4 novembre, ce club démocrate-socialiste présidé par Martin Bernard et dans lequel on retrouve Félix Pyat, Charles Delescluze et Mathieu de la Drôme, est présent aussi bien à Paris qu'en province, où les partisans de Ledru-Rollin mènent une campagne systématique. Son programme, prônant une réduction importante des impôts et la fondation du crédit public, jugé démagogique par les conservateurs, est cependant beaucoup plus modéré que celui des socialistes « purs », qui optent pour une candidature autonome.
L'électorat de Ledru-Rollin est surtout constitué de républicains issus des classes populaires ou des couches inférieures de la bourgeoisie.

### Raspail, candidat socialiste révolutionnaire

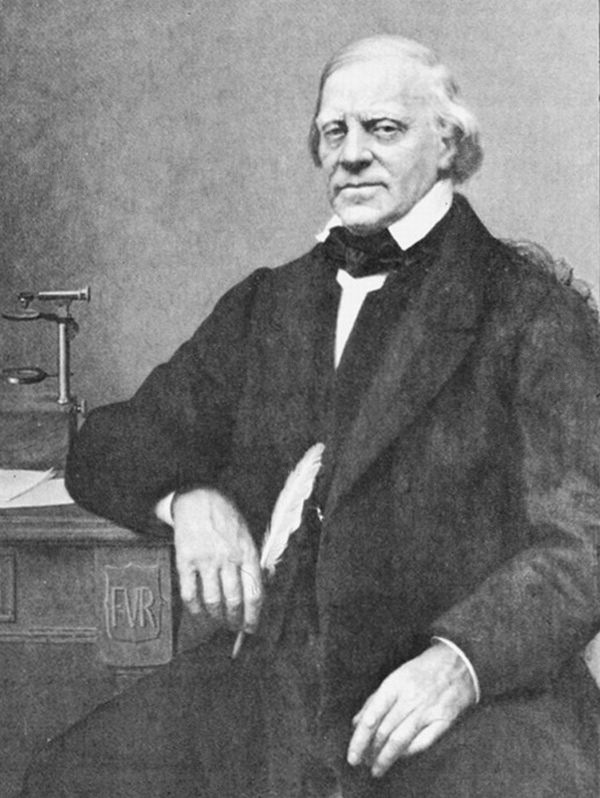
François-Vincent Raspail (daguerréotype, vers 1848).

Médecin des pauvres et vétéran des Trois Glorieuses, François-Vincent Raspail (54 ans) est un farouche défenseur des intérêts du peuple, qu'il estimait lésés par la monarchie de Juillet, un régime qui l'incarcéra à plusieurs reprises et dont il critiqua le conservatisme dans son journal, Le Réformateur (1834-1835).
En février 1848, après avoir été l'un des premiers à proclamer la République à l'hôtel-de-ville, il reprit volontairement le titre du journal de Marat pour créer une nouvelle feuille de gauche, L'Ami du Peuple. Dans le même temps, avec l'aide de ses fils Benjamin et Camille ainsi que d'autres activistes tels que Kersausie, il ouvrit un club politique, le club des Amis du Peuple, dont le nom faisait référence à une précédente société républicaine créée à l'époque de la révolution de 1830. Situé rue Montesquieu, ce cercle était fréquenté par Alphonse Esquiros et Agricol Perdiguier.
Républicain d'extrême gauche, anticlérical et jacobin, Raspail a fait de son journal le relais des revendications les plus progressistes (instruction publique gratuite et obligatoire, droit d'association, impôt progressif). Il voit dans la Révolution « non pas un changement de forme politique, mais une révolution dans l'organisation sociale ». Ayant participé à la manifestation du 15 mai avec les révolutionnaires Blanqui et Barbès, il a été arrêté puis incarcéré à Vincennes. La Commission exécutive a également ordonné la fermeture de son club.
C'est donc depuis sa cellule, où il attend son procès, que Raspail s'est présenté à une élection législative complémentaire (élu le 17 septembre, il ne pourra pas siéger) et qu'il accepte, à la demande de ses partisans lyonnais, de se présenter comme candidat socialiste à l'élection du 10 décembre. Il est pourtant hostile à la désignation d'un président de la République, estimant que « le premier commis du peuple » ne doit pas jouir de « prérogatives royales », et que « la force du président, c'est la faiblesse de la République, car il ne peut être fort qu'aux dépens de la patrie ».
La candidature de Raspail bénéficie du soutien du Peuple de Proudhon, pionnier de l'anarchisme.

### Le général Changarnier, candidat monarchiste malgré lui

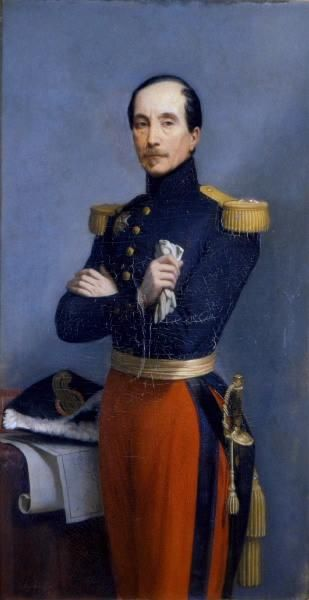
Le général Changarnier en 1849.

Officier prestigieux et respecté, le général Nicolas Changarnier (55 ans) s'est distingué au cours de la conquête de l'Algérie, dont il fut brièvement le gouverneur après Cavaignac. Auparavant, il était rentré en France, où il avait contribué à ramener l'ordre après la révolution de février. Élu député de la Seine au mois de juin, il fut nommé commandant de la Garde nationale par Cavaignac.
De sensibilité orléaniste, Changarnier fait partie, avec Bugeaud, de ces militaires « africains » approchés par la droite afin de concurrencer Cavaignac. Malgré le choix de Louis-Napoléon Bonaparte par le comité de la rue de Poitiers, certains monarchistes, et notamment des légitimistes intransigeants, optent pour Changarnier en qui ils voient un Monk capable de restaurer la monarchie. Le journal légitimiste L'Hermine fait par conséquent campagne en sa faveur.
Or, comme Bugeaud avant lui, Changarnier se désiste dès le mois de novembre.
Dans une lettre ouverte adressée le 6 décembre aux rédacteurs de L'Hermine et de L'Étoile du peuple, le général confirme qu'il retire sa candidature : « Votre estimable journal m'apprend que beaucoup d'électeurs se proposent de me donner leurs voix pour la présidence de la république. Bien que fier et reconnaissant de ce témoignage de confiance, je vous prie d'annoncer à vos lecteurs que je ne puis accepter une candidature dont le résultat serait de diviser les suffrages des électeurs modérés ».
L'adjectif « modérés » employé par Changarnier ne désigne pas les républicains modérés de Cavaignac mais bien les partisans de la droite monarchiste, modérément républicains. Son désistement est donc profitable au candidat soutenu par la rue de Poitiers.

### Louis-Napoléon Bonaparte, candidat bonapartiste«attrape-tout»

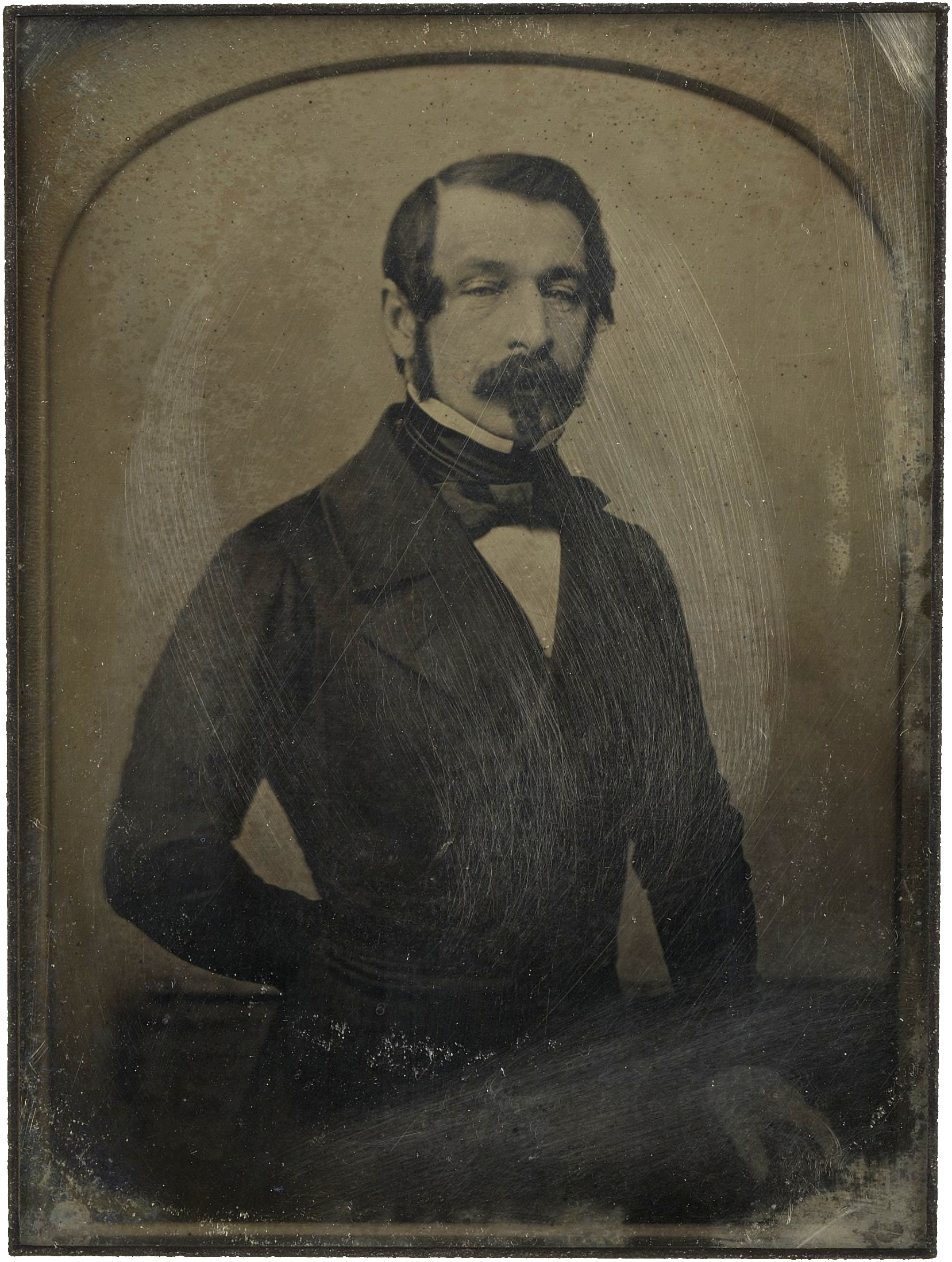
Daguerréotype de Louis-Napoléon Bonaparte.

Neveu de Napoléon Ier et prétendant bonapartiste, Louis-Napoléon Bonaparte (40 ans) s'est fait connaître sous la monarchie de Juillet par une tentative manquée de putsch militaire à Strasbourg en 1836. Quatre ans plus tard, un nouvel échec, à Boulogne, lui a valu plusieurs années d'emprisonnement au fort de Ham, dont il s'est échappé en 1846 pour se réfugier à Londres.

#### Un prétendant bonapartiste face au jeu politique républicain

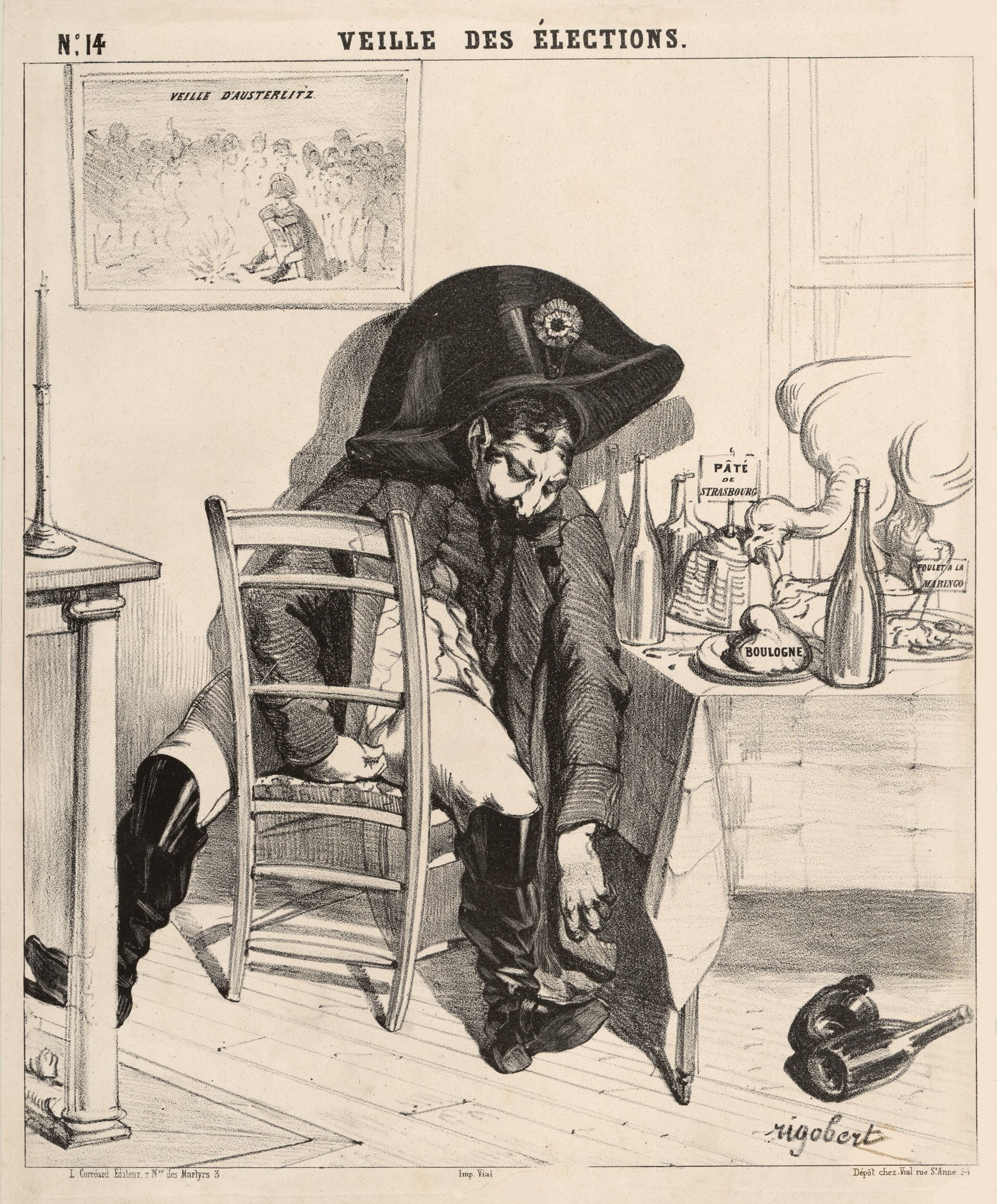
Veille des élections : comparé désavantageusement à son oncle Napoléon Ier la veille de la bataille d'Austerlitz, le candidat Louis-Napoléon Bonaparte est caricaturé manifestement ivre et revêtu d'un habit napoléonien bien trop grand pour lui. Sur la table figurent des aliments aux noms évocateurs de ses tentatives malheureuses de soulèvements militaires à Strasbourg et Boulogne-sur-Mer.
Illustration de Rigobert, Paris, BnF, département des estampes et de la photographie, 1848.

La chute de la monarchie lui ayant donné la possibilité de revenir en France, il fut élu à la Constituante par cinq départements lors d'une élection partielle au mois de septembre. Il avait déjà été élu une première fois au mois de juin, mais les réticences républicaines à son égard l'avaient poussé à renoncer à son siège. Loin de le désavantager, cette entrée tardive sur la scène politique de 1848 lui a permis d'être étranger à l'éclatement comme à la sanglante répression des journées de Juin. À l'Assemblée, où il a fait son entrée le 25 septembre, il ne brille ni par son charisme ni par ses talents oratoires, et son accent alémanique suscite la moquerie. Sa gaucherie apparente lui a cependant rendu un grand service le 9 octobre : Antony Thouret ayant proposé de rendre inéligibles à la présidence de la République tous les membres des dynasties déchues, napoléonides y compris, Bonaparte protesta avec tant de maladresse que Thouret, par dédain envers ce prétendant visiblement inoffensif, retira son amendement. Trois jours plus tard, l'Assemblée abrogea sans discussion l'article 6 de la loi du 10 avril 1832, confirmant ainsi l'éligibilité de Louis-Napoléon.
Louis-Napoléon Bonaparte officialise ses intentions dès le 26 octobre, à l'occasion d'un discours à la tribune.

#### «Napoléon du peuple»et champion de la droite: une candidature«attrape-tout»

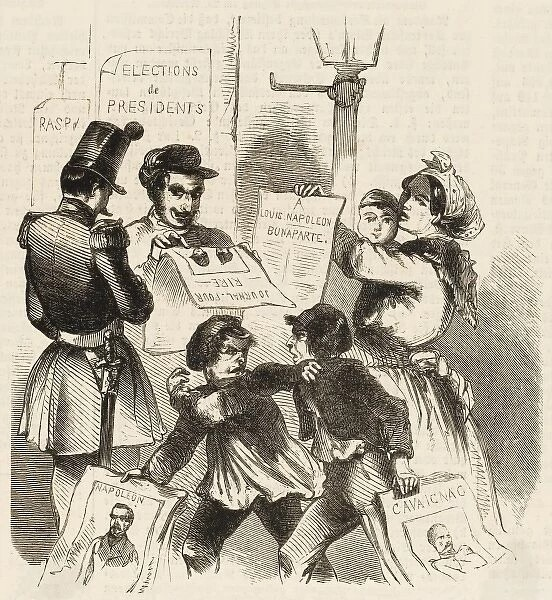
Lors de la campagne électorale, deux jeunes colleurs d'affiches à l'effigie de Bonaparte et Cavaignac en viennent aux mains.
Illustration publiée dans le périodique allemand Illustrierte Zeitung.

La candidature de Louis-Napoléon Bonaparte est une candidature « attrape-tout », dans la mesure où elle rassemble des électorats très différents voire antagonistes.
Auteur d'une brochure socialiste utopique, De l'extinction du paupérisme (1844), il a la réputation d'être sensible à la condition de ces classes laborieuses (artisans, boutiquiers et ouvriers), qui haïssent le « bourreau » Cavaignac. Il fédère par conséquent une grande partie de l'électorat de gauche voire d'extrême gauche. Bonaparte en est conscient et, dans un manifeste publié le 30 novembre, il n'hésite pas à évoquer une possible amnistie pour les victimes de la répression de juin.
À l'autre extrémité du spectre politique, il reçoit le soutien de Thiers, qui agit au nom du comité de la rue de Poitiers. La droite monarchiste voit en effet un homme aisément manipulable dans ce candidat populaire mais apparemment maladroit. Afin de convaincre ses collègues de l'absence d'autonomie politique de Bonaparte, Thiers leur a affirmé : « C'est un crétin que l'on mènera ». Bonaparte est également approché par un des chefs de la droite catholique, Montalembert, qui se voit promettre la satisfaction des deux grands chevaux de bataille des catholiques : la liberté de l'enseignement (future loi Falloux) et le rétablissement de la souveraineté du pape sur Rome (future expédition de Rome).
Ce ralliement de la droite monarchiste et cléricale est un précieux atout dans une France profonde très influencée par les curés et les notables. Le manifeste du 30 novembre donne des gages à ses alliés de la rue de Poitiers en insistant sur la défense de l'ordre, de la famille, de la religion, de la liberté d'enseignement et de la propriété. Il tend également la main aux libéraux en promettant de diminuer les impôts et de réduire la fonction publique. Il tente enfin de rassurer les opposants à un rétablissement de l'Empire : « Je ne suis pas un ambitieux qui rêve tantôt l'Empire et la guerre, tantôt l'application de théories subversives. […] Je mettrais mon honneur à laisser, au bout de quatre ans, à mon successeur le pouvoir affermi, la liberté intacte, un progrès réel accompli. »
Dans un pays majoritairement rural et paysan, ce sont les électeurs villageois qui décideront de l'issue du scrutin. Or ceux-ci sont mal informés des événements parisiens et connaissent mal la plupart des candidats. Le nom de Bonaparte, en revanche, est connu de tous et suscite une nostalgie patriotique. Celle-ci touche naturellement l'armée dont plusieurs officiers, tels que Bugeaud et Sourd, appellent à voter pour le neveu de Napoléon.

#### Une campagne efficace
Sa campagne, financée en grande partie par sa maîtresse Harriet Howard et par sa cousine Mathilde, est organisée par un cercle de proches partisans dirigé par Persigny. Si Louis-Napoléon est soutenu par Le Constitutionnel de Véron, L'Événement de Victor Hugo et La Presse de Girardin, sans oublier plusieurs titres éphémères créés pour l'occasion, ce ne sont pas ces journaux qui constituent sa force principale, mais plutôt la véritable armée de colleurs d'affiches, distributeurs de tracts, agents et colporteurs d'images qui diffusent une propagande populaire associant Louis-Napoléon au mythe de son oncle. Les adversaires de Bonaparte ne manquent pas de dénoncer les promesses démagogiques prodiguées par les agents électoraux bonapartistes.

### Antoine Watbled, candidat indépendant marginal
Chirurgien-major à la retraite depuis 1837, le docteur Antoine Watbled (55 ans), originaire de Landrethun-lès-Ardres, domicilié à Paris depuis six ans après avoir vécu à Toulon, est un inconnu qui estime que ses contemporains, et particulièrement les plus puissants d'entre eux, devraient écouter ses conseils. Il a ainsi adressé à tous les souverains français, de Napoléon à Louis-Philippe, aux députés, aux pairs de France, et à d'autres grands personnages, des lettres contenant ses théories hygiénistes ainsi que ses réflexions politiques, économiques et diplomatiques.
Après la révolution de février, Watbled s'est présenté sans succès aux élections à la Constituante. Il s'est néanmoins intéressé au projet de Constitution, dont il a publié — dans l'indifférence générale — une version modifiée par ses soins. Persuadé que ses théories ne pourront être appliquées que par lui-même, il souhaite être candidat à l'élection présidentielle depuis le mois de septembre.
Son programme, destiné à assurer le « bonheur » immédiat du peuple, est aussi utopique que flou, un de ses projets les plus précis étant la création d'une banque nationale qui prêterait « à tous les Français qui en auraient besoin » à un taux de 5,5 % par an.
Ignoré de tous, ce candidat marginal tente en vain de s'ériger en troisième homme. Ainsi, la veille du scrutin, il fait placarder sur les boulevards des affiches bleues sur lesquelles on peut lire : « Français, vous avez d'un côté Cavaignac, un sabreur, dont la liberté ne veut pas, de l'autre Louis-Napoléon, un prince, dont la République s'inquiète ; pour vous tirer d'embarras, nommez le docteur Watbled. Signé : Watbled. »

## Résultats

### Tableau des résultats
| Candidats                | Candidats                | Étiquettes               | Premier tour | Premier tour |
| Candidats                | Candidats                | Étiquettes               | Voix         | %            |
| ------------------------ | ------------------------ | ------------------------ | ------------ | ------------ |
|                          | Louis-Napoléon Bonaparte | Bonapartiste             | 5 587 759    | 74,31        |
|                          | Eugène Cavaignac         | Républicain modéré       | 1 474 687    | 19,61        |
|                          | Alexandre Ledru-Rollin   | Démocrate-socialiste     | 381 026      | 5,07         |
|                          | François-Vincent Raspail | Socialiste               | 37 121       | 0,49         |
|                          | Alphonse de Lamartine    | Indépendant              | 21 032       | 0,28         |
|                          | Nicolas Changarnier      | Légitimiste              | 4 975        | 0,06         |
|                          | Autres candidats         | Autres candidats         | 12 435       | 0,18         |
|                          |                          |                          |              |              |
| Suffrages exprimés       | Suffrages exprimés       | Suffrages exprimés       | 7 519 035    | 99,68        |
| Votes blancs et nuls     | Votes blancs et nuls     | Votes blancs et nuls     | 23 901       | 0,32         |
| Total                    | Total                    | Total                    | 7 542 936    | 100          |
| Abstention               | Abstention               | Abstention               | 2 434 516    | 24,40        |
| Inscrits / participation | Inscrits / participation | Inscrits / participation | 9 977 452    | 75,60        |

### Analyse géographique

Candidats arrivés en tête dans chaque département.
Candidats arrivés en deuxième position dans chaque département.

### Proclamation des résultats à l'Assemblée nationale

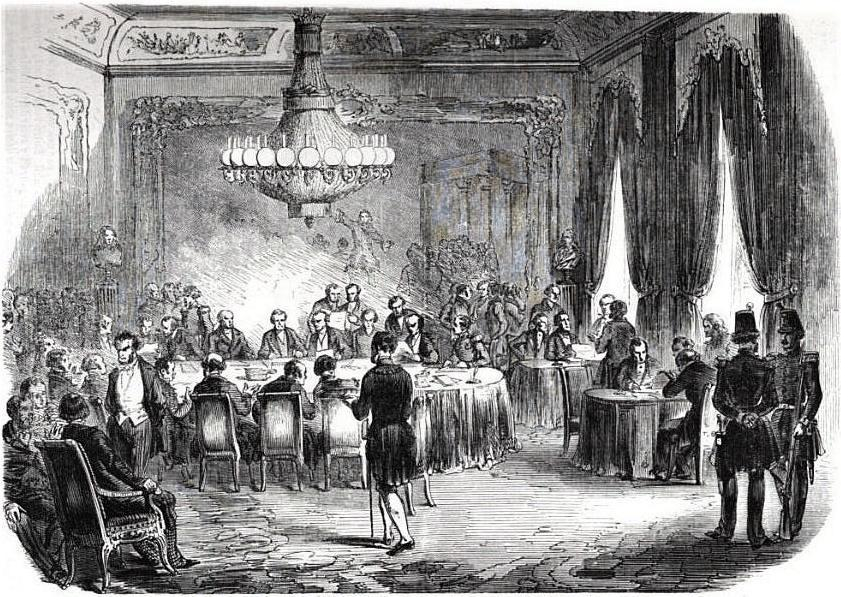
Dépouillement, par la commission parlementaire, des procès-verbaux départementaux de l'élection présidentielle du 10 décembre 1848.
Gravure publiée dans Victor Duruy, Histoire populaire contemporaine de la France, Paris, Lahure, 1865.

Après la clôture du vote le 11 décembre, les résultats et les procès-verbaux sont centralisés dans les chefs-lieux de départements puis scellés, cachetés et envoyés à l'Assemblée nationale. Celle-ci a nommé une commission de trente membres chargée de dépouiller les procès-verbaux. En attendant, la presse diffuse les premiers résultats connus dès le 12 décembre. Deux jours plus tard, elle est en mesure d'annoncer que Louis-Napoléon Bonaparte a obtenu la majorité absolue. L'Assemblée, majoritairement acquise à Cavaignac, n'aura pas à trancher.
Le 20 décembre, en fin d'après-midi, le rapporteur de la commission parlementaire, René Waldeck-Rousseau, présente les résultats officiels du scrutin à l'Assemblée.
Le nombre des suffrages exprimés a été de 7 327 345 sur environ neuf millions d'électeurs inscrits. En réalité, les chiffres seront respectivement de 7 497 000 et de 10 026 000. La participation (74,8 % des inscrits) est donc sensiblement en baisse depuis avril (81,2 % à cette date). Quelques irrégularités ont été commises mais n'ont pas eu d'incidence sur les résultats. Les troubles qui ont pu avoir lieu dans quelques sections, comme à Grenoble, ont été très limités. Partout, les électeurs avaient pu s'exprimer sans violence ni intimidation.
Louis-Napoléon Bonaparte est élu avec une très large majorité de 74,2 % des suffrages exprimés et 55,5 % des inscrits. Il obtient plus de 90 % des suffrages dans six départements (dont la Creuse et l'Oise) et plus de 80 % dans 34 départements sur 83. À Paris, il obtient 58 %. Le général Cavaignac n'est majoritaire que dans quatre départements (Finistère, Morbihan, Bouches du Rhône et Var). Malgré un score décevant de 5 %, Ledru-Rollin est parvenu à maintenir les démocrates-socialistes en tant que troisième force politique. Ayant surtout bénéficié des voix de ses partisans parisiens et lyonnais, Raspail réalise un score modeste mais honorable. Des rires éclatent lors de l'annonce du faible nombre de voix obtenu par Lamartine, qui s'est épargné une humiliation publique en ne venant pas à l'Assemblée. Ses scores sont dérisoires, même dans son département de Saône-et-Loire, où il n'a obtenu que 1 501 voix, contre 27 121 à Bonaparte. Il est le grand vaincu de cette élection qui sonne la fin de sa carrière politique. Outre les suffrages obtenus par Changarnier malgré son désistement, un très petit nombre de voix s'est éparpillé sur des noms de candidats non déclarés (les socialistes Barbès, Louis Blanc, Cabet et Pierre Leroux, les républicains François Arago, Dupont de l'Eure et Napoléon Lebon (élu du Nord), les conservateurs ou monarchistes Odilon Barrot, Dufaure, La Rochejaquelein, Falloux, Montalembert, Molé, Ney de la Moskowa et Thiers, des Bonaparte (Joseph et Pierre principalement), les militaires Lamoricière, Bedeau et Bugeaud), des membres du gouvernement provisoire (Marie et Arago surtout) ou des noms inéligibles car inconstitutionnels (le prince de Joinville et le prétendant « Henri V »).
Après la lecture du rapport de Waldeck-Rousseau, Cavaignac prend la parole pour présenter la démission de son gouvernement. Bonaparte, qui s'était assis à côté d'Odilon Barrot, monte ensuite à la tribune, où Marrast lui donne lecture de la formule du serment : « En présence de Dieu et devant le Peuple français, représenté par l'Assemblée nationale, je jure de rester fidèle à la République démocratique, une et indivisible, et de remplir tous les devoirs que m'impose la Constitution ».
Bonaparte répond : « Je le jure » puis prononce un discours dans lequel il promet de remplir son devoir « en homme d'honneur ». Afin d'apaiser la méfiance des républicains à son égard, il affirme qu'il verrait « des ennemis de la patrie dans tous ceux qui tenteraient de changer, par des voies illégales, ce que la France entière a établi ». Il déclare enfin être au-dessus des partis. Descendant de la tribune, il va ensuite serrer la main de son concurrent vaincu. Après avoir quitté l'Assemblée, le président de la République se rend au palais de l'Élysée. Le soir même, un supplément du Moniteur annonce la composition du nouveau gouvernement, dirigé par Odilon Barrot et dominé par les monarchistes du parti de l'Ordre.

### Interprétation des résultats: un vote rural et de nostalgie pour l'Empire?

#### Interprétations sur le moment
Tous les acteurs politiques contemporains de cette élection, dont de nombreux furent victimes du coup d'État de 1851, s'accordèrent à dire que ce n'était pas la victoire d'un candidat mais plutôt celle d'un nom, celui de Napoléon, sans chercher d'autre signification que celle d'un vote à la fois pour l'héritier de la légende impériale et pour le sauveur providentiel capable de résoudre les problèmes de l'époque.
L'accusation de vote rural, quant à elle, apparut très vite puisque pour Karl Marx cette victoire était « le coup d'État des paysans et une réaction de la campagne contre la ville ». C'est l'accusation principale contenue dans Le 18 Brumaire de Louis Bonaparte, son ouvrage écrit après le coup d'Etat de 1852 pour expliquer le succès du bonapartisme.
Quant à lui, Louis-Auguste Blanqui y voit comme une confirmation de son diagnostic « après une révolution, il faut une dictature populaire »[réf. nécessaire].
Du côté des libéraux conservateurs, Alexis de Tocqueville est consterné par cette victoire : « Louis-Napoléon me paraissait la pire fin de la République et je ne voulais pas y tremper »[réf. nécessaire].
François Guizot exprime très bien dans ses Mémoires l'alchimie du vote : « l'expérience a révélé la force du parti bonapartiste, ou pour dire plus vrai du nom de Napoléon. C'est beaucoup d'être à la fois une gloire nationale, une garantie révolutionnaire et un principe d'autorité. Il y a de quoi survivre à de grandes fautes et à de grands revers ».

#### Interprétations contemporaines
Jusqu'à une période proche, les péjorations l'emportent sur l'analyse scientifique. L'historien Maurice Agulhon écrit dans son 1848 ou l'apprentissage de la république qu'en dernière analyse : « désormais les libéraux et les républicains de toutes nuances prendront le bonapartisme (…) comme le test et la mesure de l'analphabétisme politique, et peut-être est-ce en définitive le moins contestable des diagnostics. ». De fait, le personnel politique républicain sera obsédé jusqu'au tournant du siècle par toute possibilité de résurrection du bonapartisme. Pourtant cet historien commence son commentaire en supputant « une large corrélation [qui] n'est pas douteuse entre vote bonapartiste et vote rural », comme Marx somme toute.
Ces historiens fondaient leur jugement sur les seuls résultats par département et Paris, toujours rapportés aux exprimés. Mais depuis 2001, nous disposons de la carte des résultats par canton du géographe Frédéric Salmon, rapportés de surcroît aux inscrits, prenant donc en compte un abstentionnisme en l'occurrence non négligeable. Or, l'échelon cantonal montre d'abord qu'on est très loin de l'unanimité supposée des Français en décembre 1848 : à Ouessant, Napoléon Bonaparte n'a aucune voix et celui-ci n'atteint pas 10 % des inscrits dans de nombreux cantons de l'Ouest et du Sud-Est méditerranéen. À l'opposé, dans plusieurs dizaines de cantons du Bassin parisien, des Charente et de Corse, il dépasse les 80 % des inscrits. La carte confirme cependant partiellement l'idée de vote rural dans la mesure où, là où celui-ci est massivement bonapartiste, les villes paraissent systématiquement en retrait. Cependant, au bout du compte, le vote Bonaparte apparaît comme tout autre chose qu'un vote simplement rural : il connaît des zones de grande faiblesse. Toutes les régions légitimistes s'y retrouvent : Flandre, Alsace, haut Doubs, Provence (Provence en voie de mutation, partageant cette option avec un socialisme émergeant), Languedoc, Pays basque, Ouest (grosso modo le Massif armoricain), auxquelles il faut ajouter deux autres qui votèrent en partie pour Ledru-Rollin : l'Allier, et les Pyrénées-Orientales emmenées par le grand homme natif des lieux François Arago. L'auteur relève « l'aspect massif, ordonné et donc politique du bonapartisme », qu'il rapproche de la carte des prêtres jureurs de 1791, identique à une seule exception près, celle de la Provence, déjà anticléricale sous la Révolution même si encore légitimiste en 1848.
C'est donc la France laïque ou laïcisée depuis la fin du XVIIIe siècle, celle d'un Bassin parisien se prolongeant jusqu'au Sud-Ouest en passant par la Loire moyenne et le Limousin, vaste ensemble débordant sur des régions napoléoniennes depuis l'Empire comme la Lorraine, additionné d'un Centre-Est laïc de combat (Dombes et Bas-Dauphiné) et de la Corse qui aurait porté Napoléon Bonaparte à la présidence de la République au 10 décembre, tandis que pour l'essentiel l'opposition viendrait des régions légitimistes.

### Conséquences de la victoire de Louis-Napoléon Bonaparte

Suffrages bonapartistes obtenus lors de l'élection du 10 décembre 1848.

Dans un premier temps, la victoire de Bonaparte est également celle du parti de l'Ordre qui l'a soutenu. Les monarchistes remportent ainsi les élections législatives de mai 1849, ce qui leur permet d'exécuter leur programme conservateur voire réactionnaire (loi de juillet 1849 restreignant la liberté de presse, loi Falloux accordant la liberté d'enseignement en faveur du clergé). Inquiets de la poussée électorale des démocrates-socialistes de Ledru-Rollin, ils mènent la répression contre les opposants à leur politique italienne (journée du 13 juin 1849) et décident de restreindre le suffrage universel (loi du 31 mai 1850) en excluant près du tiers des électeurs.
Or, le conflit, pressenti par certains constituants, entre le président et l'Assemblée commence à s'esquisser tandis que les partisans de l'Ordre se font de moins en moins d'illusions sur la duplicité de Bonaparte. Celui-ci n'hésite pas à nommer des ministres indépendants de la rue de Poitiers (gouvernement Hautpoul), à destituer le général monarchiste Changarnier (janvier 1851), et à critiquer ouvertement la loi du 31 mai 1850.
Le mandat de Louis-Napoléon Bonaparte doit en principe s'achever le deuxième dimanche du mois de mai 1852 (soit le 9 mai 1852). Si Thiers se prépare à cette échéance, le sortant souhaiterait devenir rééligible à la faveur d'une révision de la Constitution. Cette révision ayant été refusée par l'Assemblée, Louis-Napoléon Bonaparte décide de passer en force : le coup d'État du 2 décembre 1851 lui permet d'installer un régime dictatorial et d'instaurer, un an plus tard, le Second Empire (1852-1870).
Échaudés par cette expérience, les républicains et les orléanistes considèreront que l'élection présidentielle au suffrage universel direct ne peut qu'aboutir à une dictature césariste plébiscitaire. Ainsi, lors du vote des lois constitutionnelles de 1875, ils auront en mémoire ce contre-modèle de l'élection de 1848 et choisiront de confier l'élection présidentielle à l'Assemblée nationale et non au peuple.
Il faudra donc attendre la Ve République et la révision constitutionnelle de 1962, adoptée par référendum, pour retrouver un mode d'élection du président de la République au suffrage direct, dorénavant universel, scrutin qui se répétera tous les sept ans à partir de 1965, puis tous les cinq ans à partir de 2002 ; entretemps, dix-neuf élections se seront tenues dont seize, entre 1879 (Jules Grévy) et 1953 (René Coty), avec pour seuls électeurs un millier de parlementaires, précédées en 1871 (Adolphe Thiers) et 1873 (Patrice de Mac Mahon) de deux élections hors cadre constitutionnel et suivies en 1958 de la première élection de Charles de Gaulle, selon un mode de scrutin spécifique et pratiqué une seule fois.

## Résultats départementaux
Les pourcentages ci-dessous ont été calculés à partir des chiffres incomplets et partiels publiés par le journal La Presse entre le 13 et le 20 décembre 1848. Seules les voix attribuées aux six candidats déclarés et aux autres candidats éligibles ont été prises en compte.
| N° actuel | Départements        | Louis-Napoléon Bonaparte | Eugène Cavaignac | Alexandre Ledru-Rollin | François-Vincent Raspail | Alphonse de Lamartine | Nicolas Changarnier | Autres  |
| --------- | ------------------- | ------------------------ | ---------------- | ---------------------- | ------------------------ | --------------------- | ------------------- | ------- |
|           |                     |                          |                  |                        |                          |                       |                     |         |
| -         | Algérie             | 61,5 %                   | 38,5 %           | -                      | -                        | -                     | -                   | -       |
| 01        | Ain                 | 86,9 %                   | 10,6 %           | 1,5 %                  | 0,2 %                    | 0,2 %                 | -                   | 0,6 %   |
| 02        | Aisne               | 88,62 %                  | 9,73 %           | 1,43 %                 | -                        | 0,22 %                | -                   | -       |
| 03        | Allier              | 68,28 %                  | 8,79 %           | 22,86 %                | 0,01 %                   | 0,06 %                | -                   | -       |
| 04        | Basses-Alpes        | 60,6 %                   | 22,9 %           | 15,5 %                 | -                        | -                     | -                   | 1 %     |
| 05        | Hautes-Alpes        | 82,51 %                  | 16,55            | 0,7                    | 0,07                     | 0,17                  | -                   | -       |
| 07        | Ardèche             | 66,5 %                   | 27,3 %           | 6,2 %                  | -                        | -                     | -                   | -       |
| 08        | Ardennes            | 76,52 %                  | 22,02 %          | 1,09 %                 | 0,06                     | 0,31                  | -                   | -       |
| 09        | Ariège              | 81 %                     | 13 %             | 6 %                    | -                        | -                     | -                   | -       |
| 10        | Aube                | 92 %                     | 7 %              | 1 %                    | -                        | -                     | -                   | -       |
| 11        | Aude                | 76 %                     | 13,43 %          | 10,55 %                | -                        | 0,02 %                | -                   | -       |
| 12        | Aveyron             | 86,2 %                   | 11,55 %          | 2,2 %                  | 0,05 %                   | -                     | -                   | -       |
| 13        | Bouches-du-Rhône    | 20,75 %                  | 51,35 %          | 24,5 %                 | -                        | -                     | 3,4 %               | -       |
| 14        | Calvados            | 77,9 %                   | 21,1 %           | 0,9 %                  | 0,06 %                   | 0,06 %                | -                   | -       |
| 15        | Cantal              | 76,63 %                  | 19,6 %           | 3,7 %                  | -                        | 0,07 %                | -                   | -       |
| 16        | Charente            | 95,5 %                   | 3,3 %            | 1 %                    | 0,008 %                  | 0,1 %                 | -                   | 0,007 % |
| 17        | Charente-Inférieure | 86,9 %                   | 11,79 %          | 1,13 %                 | -                        | 0,18 %                | -                   | -       |
| 18        | Cher                | 83,5 %                   | 8,37 %           | 8,04 %                 | 0,09 %                   | -                     | -                   | -       |
| 19        | Corrèze             | 86,3 %                   | 6,4 %            | 7,3 %                  | -                        | -                     | -                   | -       |
| 20        | Corse               | 77,2 %                   | 19,5 %           | 2,6 %                  | -                        | 0,6 %                 | -                   | 0,1 %   |
| 21        | Côte-d'Or           | 74 %                     | 13 %             | 13 %                   | -                        | -                     | -                   | -       |
| 22        | Côtes-du-Nord       | 65,9 %                   | 33,1 %           | 0,91 %                 | -                        | 0,09 %                | -                   | -       |
| 23        | Creuse              | 95 %                     | 3,65 %           | 1,35 %                 | -                        | -                     | -                   | -       |
| 24        | Dordogne            | 88,6 %                   | 5 %              | 6,3 %                  | 0,03 %                   | 0,07 %                | -                   | -       |
| 25        | Doubs               | 66,2 %                   | 31 %             | 2,2 %                  | 0,2 %                    | 0,3 %                 | -                   | -       |
| 26        | Drôme               | 77,3 %                   | 17,2 %           | 4,8 %                  | 0,02 %                   | 0,1 %                 | 0,01 %              | 0,5 %   |
| 27        | Eure                | 84,82 %                  | 12,9 %           | 2,12 %                 | 0,09 %                   | 0,07 %                | -                   | -       |
| 28        | Eure-et-Loir        | 85 %                     | 15 %             | -                      | -                        | -                     | -                   | -       |
| 29        | Finistère           | 41,6 %                   | 56,5 %           | 1,5 %                  | 0,01 %                   | 0,4 %                 | -                   | -       |
| 30        | Gard                | 56,5 %                   | 23,2 %           | 19,3 %                 | -                        | -                     | 1 %                 | -       |
| 31        | Haute-Garonne       | 75,9 %                   | 7,4 %            | 16,41 %                | 0,13 %                   | 0,16 %                | -                   | -       |
| 32        | Gers                | 79,4 %                   | 8,2 %            | 12,4 %                 | -                        | -                     | -                   | -       |
| 33        | Gironde             | 79,6 %                   | 15,6 %           | 4,8 %                  | -                        | -                     | -                   | -       |
| 34        | Hérault             | 58,7 %                   | 24,8 %           | 16,5 %                 | -                        | -                     | -                   | -       |
| 35        | Ille-et-Vilaine     | 66 %                     | 34 %             | -                      | -                        | -                     | -                   | -       |
| 36        | Indre               | 73,7 %                   | 12,3 %           | 14 %                   | -                        | -                     | -                   | -       |
| 37        | Indre-et-Loire      | 85,3 %                   | 12 %             | 2,25 %                 | 0,4 %                    | 0,05 %                | -                   | -       |
| 38        | Isère               | 82,5 %                   | 15,44 %          | 1,84 %                 | 0,22 %                   | -                     | -                   | -       |
| 39        | Jura                | 75,31 %                  | 18,32 %          | 5,94 %                 | 0,19 %                   | 0,24 %                | -                   | -       |
| 40        | Landes              | 85,34 %                  | 12,46 %          | 2,06 %                 | 0,08                     | 0,06 %                | -                   | -       |
| 41        | Loir-et-Cher        | 84 %                     | 10 %             | 5 %                    | 0,7 %                    | 0,3 %                 | -                   | -       |
| 42        | Loire               | 71,84 %                  | 22,92 %          | 4,69 %                 | 0,36 %                   | 0,15 %                | 0,03 %              | 0,01 %  |
| 43        | Haute-Loire         | 71,11 %                  | 20,29 %          | 2,65 %                 | 5,89 %                   | 0,06 %                | -                   | -       |
| 44        | Loire-Inférieure    | 53,7 %                   | 39,8 %           | 6,5 %                  | -                        | -                     | -                   | -       |
| 45        | Loiret              | 87,94 %                  | 10,37 %          | 1,3 %                  | 0,17 %                   | 0,22 %                | -                   | -       |
| 46        | Lot                 | 67,8 %                   | 27,8 %           | 4,4 %                  | -                        | -                     | -                   | -       |
| 47        | Lot-et-Garonne      | 68,8 %                   | 8,4 %            | 22,8 %                 | 0,01 %                   | -                     | -                   | -       |
| 48        | Lozère              | 65,19 %                  | 33,04 %          | 1,7 %                  | -                        | 0,07 %                | -                   | -       |
| 49        | Maine-et-Loire      | 76 %                     | 24 %             | -                      | -                        | -                     | -                   | -       |
| 50        | Manche              | 65,92 %                  | 32,78 %          | 1,18 %                 | 0,01 %                   | 0,12 %                | -                   | -       |
| 51        | Marne               | 80 %                     | 20 %             | -                      | -                        | -                     | -                   | -       |
| 52        | Haute-Marne         | 88,40 %                  | 9,99 %           | 1,37 %                 | 0,02 %                   | 0,22 %                | -                   | -       |
| 53        | Mayenne             | 76,46 %                  | 22,48 %          | 0,95 %                 | 0,03 %                   | 0,08 %                | -                   | -       |
| 54        | Meurthe             | 77,33 %                  | 21,62 %          | 0,98 %                 | 0,07 %                   | -                     | -                   | -       |
| 55        | Meuse               | 81,5 %                   | 16,5 %           | 1,8 %                  | -                        | 0,2 %                 | -                   | -       |
| 56        | Morbihan            | 37,7 %                   | 60 %             | 2,3 %                  | -                        | -                     | -                   | -       |
| 57        | Moselle             | 78,3 %                   | 20,48 %          | 0,98 %                 | 0,03 %                   | 0,13 %                | 0,03 %              | 0,05 %  |
| 58        | Nièvre              | 88,51 %                  | 6,7 %            | 4,18 %                 | 0,5 %                    | 0,11 %                | -                   | -       |
| 59        | Nord                | 50,5 %                   | 42,6 %           | 6,9 %                  | -                        | -                     | -                   | -       |
| 60        | Oise                | 87,6 %                   | 12,4 %           | -                      | -                        | -                     | -                   | -       |
| 61        | Orne                | 87,92 %                  | 10,77 %          | 1,16 %                 | 0,04 %                   | 0,11 %                | -                   | -       |
| 62        | Pas-de-Calais       | 70,7 %                   | 27,87 %          | 1,29 %                 | 0,06 %                   | 0,08 %                | -                   | -       |
| 63        | Puy-de-Dôme         | 89,8 %                   | 7,8 %            | 2,1 %                  | 0,04 %                   | 0,1 %                 | -                   | 0,1 %   |
| 64        | Basses-Pyrénées     | 82,2 %                   | 14,1 %           | 3,7 %                  | -                        | -                     | -                   | -       |
| 65        | Hautes-Pyrénées     | 90,2 %                   | 6,5 %            | 3,15 %                 | -                        | 0,15 %                | -                   | -       |
| 66        | Pyrénées-Orientales | 46,6 %                   | 22,1 %           | 31,3 %                 | -                        | -                     | -                   | -       |
| 67        | Bas-Rhin            | 54 %                     | 41,6 %           | 4,1 %                  | -                        | 0,3 %                 | -                   | -       |
| 68        | Haut-Rhin           | 75 %                     | 20,2 %           | 4,4 %                  | 0,17 %                   | 0,17 %                | -                   | -       |
| 69        | Rhône               | 81,42 %                  | 11,85 %          | 1,44 %                 | 5,13 %                   | 0,16 %                | -                   | -       |
| 70        | Haute-Saône         | 87,76 %                  | 8,68 %           | 3,31 %                 | 0,04 %                   | 0,21 %                | -                   | -       |
| 71        | Saône-et-Loire      | 72,14 %                  | 12,03 %          | 13,75 %                | 0,06 %                   | 2,02 %                | -                   | -       |
| 72        | Sarthe              | 79,8 %                   | 10,5 %           | 9,7 %                  | -                        | -                     | -                   | -       |
| 75        | Seine               | 58,3 %                   | 28,1 %           | 7,8 %                  | 4,6 %                    | 1,1 %                 | -                   | -       |
| 76        | Seine-Inférieure    | 79,3 %                   | 17 %             | 3,4 %                  | 0,1 %                    | 0,2 %                 | -                   | -       |
| 77        | Seine-et-Marne      | 85,08 %                  | 13,10 %          | 1,35 %                 | 0,28 %                   | 0,20 %                | -                   | -       |
| 78        | Seine-et-Oise       | 81,42 %                  | 16,37 %          | 1,41 %                 | 0,27 %                   | 0,52 %                | -                   | -       |
| 79        | Deux-Sèvres         | 83,4 %                   | 15,14 %          | 1,08 %                 | 0,3 %                    | 0,08 %                | -                   | -       |
| 80        | Somme               | 92,19 %                  | 6,68 %           | 0,9 %                  | -                        | 0,23 %                | -                   | -       |
| 81        | Tarn                | 71,3 %                   | 20,4 %           | 7,8 %                  | 0,006 %                  | 0,05 %                | -                   | 0,44 %  |
| 82        | Tarn-et-Garonne     | 75 %                     | 17,7 %           | 7,3 %                  | -                        | -                     | -                   | -       |
| 83        | Var                 | 24,9 %                   | 55 %             | 17,8 %                 | 1,7 %                    | 0,2 %                 | 0,4 %               | -       |
| 84        | Vaucluse            | 44,9 %                   | 39,3 %           | 15,8 %                 | -                        | -                     | -                   | -       |
| 85        | Vendée              | 79,4 %                   | 19,3 %           | 1,3 %                  | -                        | -                     | -                   | -       |
| 86        | Vienne              | 85,2 %                   | 11,3 %           | 3,3 %                  | 0,03 %                   | 0,1 %                 | -                   | -       |
| 87        | Haute-Vienne        | 81,94 %                  | 14,99 %          | 1,95 %                 | 0,99 %                   | 0,13 %                | -                   | -       |
| 88        | Vosges              | 83,69 %                  | 15,31 %          | 0,71 %                 | 0,17 %                   | 0,12 %                | -                   | -       |
| 89        | Yonne               | 88 %                     | 8,5 %            | 3,5 %                  | -                        | -                     | -                   | -       |